# Українська православна церква (Московський патріархат)
Українська православна церква (Московського патріархату) (УПЦ (МП)) — релігійна організація в Україні, в складі Російської православної церкви (РПЦ). Офіційно зареєстрована як Київська митрополія Української православної церкви. Самоназва згідно зі статутом організації — «Українська православна церква» (УПЦ).

## Назва та статус

### Назва
Офіційна назва Українська православна церква (абревіатура УПЦ). Загальновживаною вважається Українська православна церква (Московського патріархату), Російська православна церква в Україні; абревіатури УПЦ (МП), УПЦ МП, РПЦвУ. Неофіційна назва УПЦ МП зустрічається на вивісках та інколи використовується ієрархами самої церкви 2017 року в тимчасово окупованому Криму почали зникати написи з храмів, які вказували про їхню приналежність до УПЦ МП. Замість них чіпляли таблички із надписом «Сімферопольська і Кримська єпархія. Московський патріархат».
20 грудня 2018 року ВРУ ухвалила закон «Про внесення змін до Закону України „Про свободу совісті та релігійні організації“», за яким зобов'язала змінити назву церкви як такої, керівний центр якої знаходить у державі, що здійснила військову агресію проти України. Відповідно до результатів релігієзнавчої експертизи, затвердженої Наказом Міністерства культури № 37 від 25 січня 2019 р., УПЦ МП має називатись «Українська Православна Церква в єдності з Російською православною церквою».
22 квітня 2019 року Окружний адміністративний суд Києва призупинив процес перейменування. 16 грудня 2019 року Верховний суд України дозволив зберегти назву «Українська православна церква». 18 грудня 2019 року Міністерство культури, молоді та спорту України заявило, що Верховний суд не дозволяв використовувати самоназву «Українська Православна Церква». 27 грудня 2022 року Конституційний суд визнав конституційним закон «Про свободу совісті та релігійні організації», який передбачає перейменування УПЦ МП.

### Статус церкви протягом 1990—2018
УПЦ МП нарівні з ПЦУ та УГКЦ вважає себе прямою спадкоємицею Київської митрополії X століття.
УПЦ МП за статутом є «самостійною і незалежною у своєму управлінні та устрої» та «самокерованою частиною Російської Православної Церкви».
Православною церквою Америки (вважається самокерованою частиною Московського патріархату та автокефалію якій надала РПЦ) УПЦ (МП) розпізнається як автономна на рівні з Фінляндською чи Японською.
З точки зору помісних автокефальних Церков УПЦ Московського Патріархату є сукупністю єпархій РПЦ на території держави Україна, а її предстоятель Онуфрій — один із митрополитів РПЦ. Так, наприклад, ім'я Онуфрія не згадують при літургічному поминанні всіх предстоятелів Церков, бо його немає у Диптиху. Проте ім'я митрополита Київського і всієї України Епіфанія поминають за богослужінням у Константинопольській ПЦ.
Керується у своєму устрої та діяльності грамотою Патріарха Московського 1990 року та Статутом УПЦ (МП), який містить пункти, що вказують на автокефальний статус церкви, проте заперечуються іншими пунктами статуту РПЦ. Так, наприклад, у статуті УПЦ МП йдеться, що вона є самостійною і незалежною у своєму управлінні та устрої, а у статуті РПЦ прописано, що УПЦ обов'язково має виконувати рішення Архієрейських Соборів і Помісних соборів РПЦ, а найвищим церковним судом для УПЦ МП є суд Архієрейського Собору РПЦ.
|                    | 1. УПЦ МП є самостійною і незалежною у своєму управлінні та устрої. 2. Найвищими органами церковної влади та управління є Собор, Собор єпископів та Священний Синод на чолі з Митрополитом Київським і всієї України. 3. Українська Православна Церква з'єднана з Помісними Православними Церквами через Руську Православну Церкву. [...] 5. Українська Православна Церква ... є самокерованою частиною Руської Православної Церкви. |
| — із синоду УПЦ МП | |

#### Питання про здобуття автокефалії
Українська православна церква Московського патріархату де-факто має статус автономної церкви і має менші права ніж автокефальні церкви. Після надання Томосу ПЦУ, питання автокефалії для УПЦ МП знову почало обговорюватись.
Після 2004 року Українська православна церква почала здійснювати реформи, що ще більше унезалежнили її від впливу РПЦ — була створена відмінна від російської система адміністративного поділу (багато дрібних єпархій), створений власний церковний суд (який є церковним судом вищої інстанції на території України, але нижчим за Архієрейський собор РПЦ), засуджене «політичне православ'я», відправлений за штат один із реакційних єпископів (Іполит (Хилько)), почали видаватися богослужбові («Києво-Печерський молитвослов») та богословські перекладні (Христос Яннарас, Йоан Зізіулас, Калліст Уер, Іларіон (Алфеєв)) та (прот. Петро Кожушний) книги українською мовою. Усе це було увінчано інавгураційною промовою митрополита Володимира у Варшавській академії, де він обережно зазначив про можливість «удосконалення канонічного статусу» заради подолання розколу в українському православ'ї. Там же було вкотре чітко виражено офіційну позицію церкви про статус:
|  | Українська Православна Церква має сьогодні такі канонічні права, які є цілком аналогічними правам Помісної Церкви, а її статус відповідає статусу, який вона мала за часів святителя Петра Могили. Більше того, порівняльний аналіз канонічних прав Української Церкви, що сьогодні є самокерованою Церквою у складі Московського Патріархату, і канонічних прав автокефальної Елладської Православної Церкви свідчить про те, що наші реальні права навіть більші від тих, які має автокефальна Церква Греції. Українська Православна Церква самостійно вирішує більшість церковних питань, і її канонічна залежність від Руської виражається лише в молитовному поминанні Патріарха Московського за богослужінням, а також у Патріаршому благословенні обраного Собором УПЦ Предстоятеля. |

Багатьма це стало сприйматися як прихований поступ до повної автокефалії і викликало відповідну агресивну реакцію у проросійському середовищі, як у Росії, так і всередині УПЦ (МП). З обранням нового патріарха Московського Кирила (Гундяєва) цей рух до самостійності та україноцентричності УПЦ (МП) якщо й не припинився, то став більш прихованим.

### Канонічний статус УПЦ МП після надання Томосу ПЦУ
Після Об'єднавчого собору українських православних церков 15 грудня 2018 року канонічний статус заперечується Вселенським патріархатом та Православною церквою України. З кінця 2018 року перерване євхаристичне спілкування зі Вселенським патріархатом.
Канонічний статус Української православної церкви оскаржується Константинопольською православною церквою та Православною церквою України. На канонічному статусі УПЦ МП наголошує Російська православна церква.
12 жовтня 2018 патріарх Варфоломій написав листа митрополиту Онуфрію, де закликав його взяти участь у майбутньому соборі та зазначив, що після виборів предстоятеля Української він не зможе еклезіологічно і канонічно носити титул Митрополита Київського і всієї України. 14 жовтня 2018 року РПЦ вона розірвала євхаристичне спілкування з Константинопольським патріархатом через рішення останнього надати автокефалію новій українській церкві. З того часу між двома церквами розпочався розкол.
28 лютого 2019 року Сербська православна церква в офіційній заяві наголосила, що єдиною церквою, яку Сербська церква визнає в Україні, є Українська Православна Церква на чолі з митрополитом Київським і всієї України Онуфрієм.
6 жовтня 2020 року Вселенський патріарх Варфоломій у своєму листі до українських журналістів пояснив, що «11 жовтня 2018 р. Святий і Священний Синод Вселенського Патріархату, Церкви Матері Київської Митрополії, скасував Патріаршу та Синодальну Грамоту видання від 1686 р., яка, як форму „поблажливості“, надавала Московському патріарху право лише висвятити митрополита Київського, котрий повинен бути обраний духовно-мирянськими зборами своєї єпархії і поминатиме під час Божественної літургії „серед перших“ Вселенського патріарха, „який є джерелом і початком, що височить скрізь над усіма парафіями та єпархіями“, проголошуючи та підтверджуючи свою канонічну залежність від Церкви Матері Константинополя». Таким чином, після Об'єднавчого собору і надання Томосу «нова автокефальна церква України є єдиною канонічною Православною Церквою на території Української Держави, та Блаженніший Митрополит Київський та всієї України має бути визнаний її канонічним предстоятелем. Відповідно до канонічного принципу територіальності, який є невід'ємним і постійним фактом православної еклезіології, жодна Церква не може бути присутньою в межах юрисдикції Церкви України, — підкреслив у листі Вселенський патріарх Варфоломій. „Тим не менше, в дусі пастирської чуйності, ми тимчасово терпимо існування українських ієрархів під Росією не як місцевих правлячих єпископів, а лише як титулярних або тих, що перебувають (мають резиденцію) в Україні, ієрархів, згідно з каноном 8 Першого Нікейського собору, сподіваючись, що, волею Божою, вони незабаром об'єднаються з помісною Церквою“. Через це Варфоломій не вважає Онуфрія канонічним (легітимним) митрополитом Київським, але як ієрархом, що проживає в Києві, як це було надруковано у Щорічнику Вселенського патріархату на 2020 рік.
Архієрейський Собор Польської Православної Церкви виступив проти визнання рішення про автокефалію ПЦУ та з підтримкою УПЦ МП в декількох рішеннях та заявах (від 9 травня та 15 листопада 2018, 2 та 4 квітня, 29 жовтня 2019 року).
Занепокоєння розколом у православ'ї з питання автокефалії в Україні та закликом до вирішення спору на православному соборі виступили синод Румунської церкви, антіохійський патріарх Іоанн Х, голова Албанської церкви архієпископ Анастасій.
З критикою позиції Константинопольського патріархату виступив відомий богослов митрополит Константинопольської церкви Калліст (Вер).

### Після 2022 року
Після собору 27 травня 2022 року зі статуту організації було видалено згадки про залежність від РПЦ, окрім посилання на грамоту, видану патріархом Алексієм 1990 року. Нова редакція статуту з супровідним листом були направлені до Держетнополітики (дані опубліковані 12.12.2022). В документах РПЦ збереглися згадки про залежність УПЦ МП від неї. На думку деяких експертів, після собору статус церкви залишається невизначеним.
У січні 2023 року експертна група, створена Державною службою України з етнополітики та свободи совісті на виконання рішення Ради національної безпеки й оборони України від 1 грудня 2022 року, зробила висновок про те, що УПЦ МП є структурним підрозділом РПЦ.

### Ознаки залежності від РПЦ
1. Об'єднує єпархії, синодальні установи, благочиння, парафії, монастирі, духовні навчальні заклади, братства, сестринства та місії і є «самокерованою частиною РПЦ». [c][52][53]
2. Рішення Помісного і Архієрейського Соборів РПЦ є обов'язковими для УПЦ (МП)[d][8][54].
3. Рішення Синоду РПЦ діють в Українській Православній Церкві Московського патріархату «з урахуванням особливостей, визначених самостійним характером її управління».[55]
4. Суд Архієрейського Собору РПЦ є найвищим церковним судом для УПЦ (МП)[8][54].
5. Предстоятель УПЦ (МП) обирається єпископатом УПЦ (МП) та благословляється Патріархом Московським і всієї Русі[8][54]
6. Новообраний предстоятель УПЦ (МП) має прибути до Патріарха Московського і всієї Русі для отримання Благословенної грамоти[54].
7. Ім'я предстоятеля УПЦ (МП) (митрополита Київського) поминається в усіх храмах церкви після імені святійшого патріарха Московського[8]
8. Церковне святе миро отримує від Патріарха Московського і всієї Русі[8].
9. «УПЦ (МП) з'єднана з Помісними Православними Церквами через Російську Православну Церкву..» — тобто вона не напряму спілкується з Помісними Церквами, а через РПЦ[52].
10. Рішення про утворення чи ліквідацію єпархій, що входять в УПЦ (МП), і про визначення їх територіальних кордонів приймаються її Синодом із подальшим затвердженням Архієрейським Собором РПЦ[8].
11. На території України не всі релігійні організації і інституції РПЦ належать до УПЦ МП маючи «ставропігію» Московського Патріархату.
12. Із 2017 року УПЦ МП не може канонізовувати місцевошанованих святих без узгодження Архієрейського собору РПЦ.[55]
13. Устав УПЦ МП схвалюється Патріархом Московським і всієї Русі[55].

#### Обрання і поминання предстоятеля
|                                     | Не пізніше трьох місяців після звільнення кафедри Предстоятеля УПЦ МП Місцеблюститель і Священний Синод УПЦ МП скликають Собор єпископів УПЦ МП для обрання її Предстоятеля — Митрополита Київського і всієї України та представлення його Святішому Патріархові Московському і всієї Русі для отримання Благословенної грамоти. |
| — Розділ 5 пункт 16 статуту УПЦ МП, | |

|                                    | Ім’я Блаженнішого Митрополита Київського і всієї України підноситься за богослужінням у всіх храмах і монастирях УПЦ МП після імені Святішого Патріарха Московського і всієї Русі. |
| — Розділ 5 пункт 5 статуту УПЦ МП, | |

## Історія

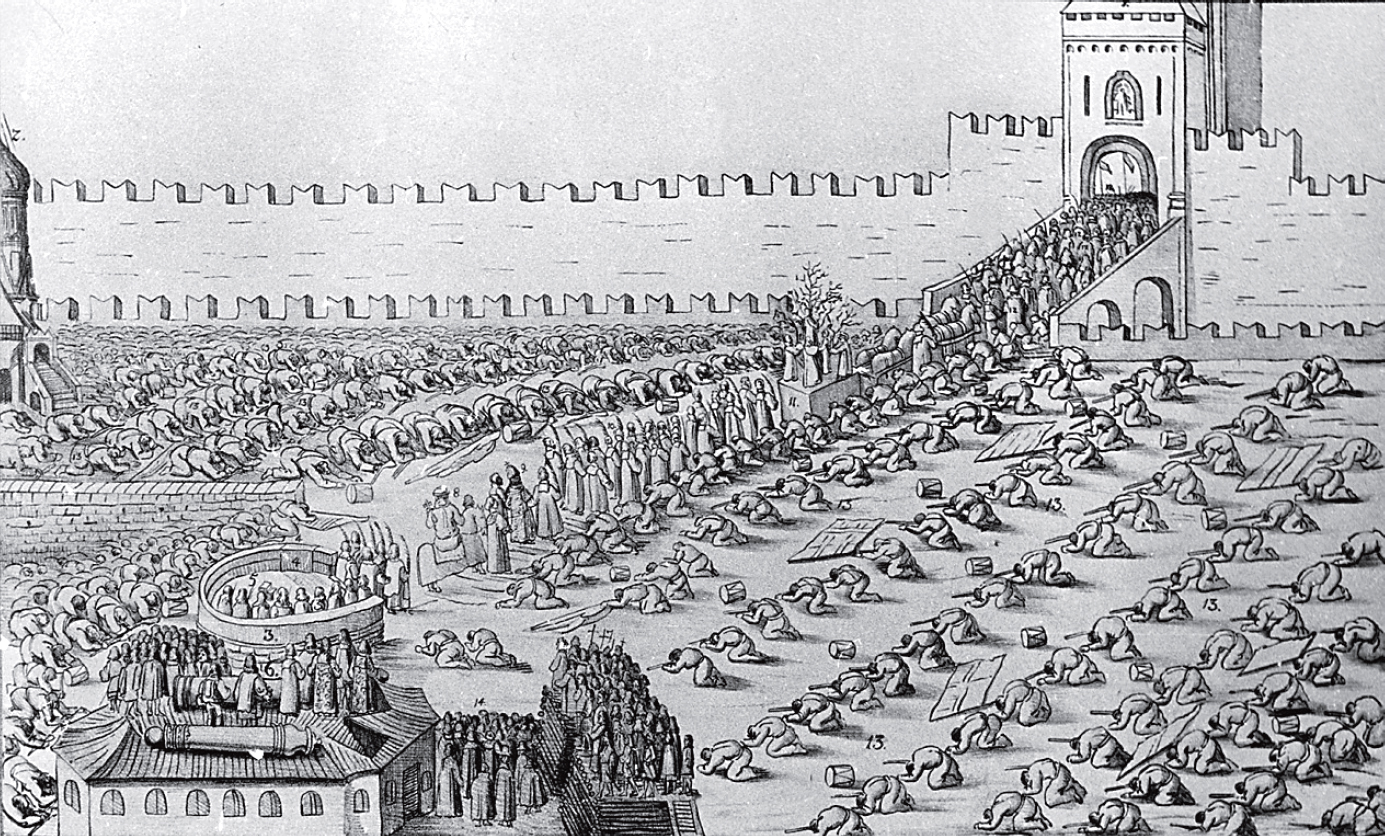
Малюнок з альбому Маєрберга — австрійського посла в Московській державі, «Святкування Вербної неділі, в Московії, що відбулось 1654 року». Зображено Кремль, цар веде коня, на якому сидить патріарх православної церкви, по обидва боки ходи лежать ниць московські стрільці.

Православна митрополія у складі Константинопольського патріархату на території України з'явилась після Хрещення Русі у 988 році.

### Митрополія і єпархії російської православної церкви в Україні (1686—1918)
Наприкінці XVII століття РПЦ звернулася до Константинопольського патріархату з проханням дозволити підпорядкувати їм Київську митрополію, і Константинополь у 1687 році погодився. У 2008 році у зверненні Вселенського Патріарха Варфоломія І до української нації він пояснив рішення Константинопольського патріархату 1687 року дозволити РПЦ поглинути Київську митрополію тим, що того вимагали тогочасні історичні обставини. Зокрема Варфоломій I наголосив, що те рішення було ухвалене під тиском тогочасного правителя Росії Петра І і зумовлене бажанням Константинополя «не примножувати бід побожного українського народу» після анексії України Росією. Зміна підпорядкування вважається надзвичайно суперечливим, оскільки церкву-матір, з якої власне і походить РПЦ, примусово підпорядкували церкві-дочці. Протягом трьох століть Константинопольський патріархат визнавав такий стан, та скасував його лише у 2018 році.
Через несприятливий історичний хід подій Київська митрополія так і не змогла набути адміністративної самостійності від Російської православної церкви. У 1770 році вона фактично втратила статус митрополії та стала просто сукупністю єпархій Російської православної церкви на території України.
Напередодні революції РПЦ мала на сучасній території України такі єпархії:
- Київська і Галицька єпархія
- Волинська і Житомирська єпархія (1281 парафія у 1909 році)[59]
- Катеринославська і Маріупольська єпархія
- Подільська єпархія
- Херсонська і Одеська єпархія
- Полтавська і Переяславська єпархія
- Таврійська і Сімферопольська єпархія
- Харківська і Охтирська єпархія
- Чернігівська і Ніжинська єпархія

### Українська автономна православна церква (1918—1919)
7 січня 1918 року в Києві за благословенням Патріарха Московського і Всеросійського Тихона (Беллавіна) скликано Всеукраїнський церковний собор під головуванням єпископа Пимена (Пегова), де більшістю голосів (150 проти 60) була відкинута ідея автокефалії православної церкви в Україні.
25 січня військами Червоної армії було вбито Київського митрополита Володимира (Богоявленського). Страта Київського митрополита Володимира серед єпископату була першою, згодом страти і репресії ієрархів, духовенства і віруючих, яким вже надавалась видимість «соціалістичної законності» і судових рішень, стали масовими.
Від 2 січня до 7 квітня 1918 року в Москві відбувалася друга сесія Всеросійського помісного собору, де, зокрема, прийняли «Положення про тимчасове Вище Церковне Управління Православної Церкви в Україні». З огляду на громадянську війну це Положення надавало колишнім єпархіям Російської православної церкви на території України статус автономного церковного округу на чолі з Київським митрополитом.
9 липня Всеукраїнський церковний собор визнав положення Всеросійського собору й створив автономну Українську православну церкву, яку очолив тодішній митрополит Київський Антоній (Храповицький). З 1919 року митрополит Антоній був в еміграції (висланий урядом Директорії), а тимчасово керуючим Київською єпархією був Назарій (Блінов), єпископ Черкаський.

### Український екзархат Російської православної церкви (1921—1989)
У 1921 році Патріарх Московський ліквідував автономію Української церкви й установив для неї статус екзархату. Екзархом був призначений Михаїл (Єрмаков), згодом митрополит Київський.
У грудні 2017 року СБУ зняла гриф «цілком таємно» з документів НКДБ про створення Московської Патріархії. В них, зокрема, стверджується, що всі делегати т. з. Помісного Собору РПЦ МП 1945 року були завербовані чекістами. Того ж року РПЦ звузила права «широкої автономії», яку має УПЦ МП, зокрема не можна канонізовувати місцевошанованих святих без узгодження Архієрейського собору РПЦ.
лист, направлений у вересні 1944 року на місця за підписом начальника 2-го управління НКДБ СРСР Федотова і керівника п'ятого відділу 2-го управління Карпова
З розсекречених документів випливає, що НКДБ СРСР і його підрозділи в союзних і автономних республіках, краях і областях займалися підбором кандидатів для участі в соборі з представників духівництва та мирян. З цією метою намічали «осіб, що мають релігійний авторитет серед духовенства та вірних і в той же час, перевірених на агентурній або патріотичній роботі».

### Українська православна церква (Московського патріархату)
6—9 червня 1989 року на Помісному соборі у Москві прийнято новий устав, що підтверджував статус Українського екзархату та надавав йому право називатися «Українська православна церква».
27 жовтня 1990 року Архієрейський собор Російської православної церкви, що проходив 25—27 жовтня, скасував Український екзархат і знову заснував самоврядну і з правами широкої автономії Українську православну церкву.
Ухваленням Архієрейського собору Російської православної церкви 25—27 жовтня 1990 року, у відповідь на звернення українського єпископату до Святішого Патріарха Московського і всієї Русі Алексія II і всього єпископату Російської православної церкви, за Блаженнішого Митрополита Київського і всієї України Філарета (саме такий титул було надано Митрополитові Київському у 1990 році), Українській православній церкві було надано незалежність і самостійність в управлінні та права широкої автономії (що не є тотожним канонічному статусу автономії, яким володіє, наприклад, Церква Фінляндії чи Японії). Такого канонічного утворення як «Церква з правами широкої автономії» в православному канонічному праві взагалі не існує. Свого часу було вигадано таку перехідну форму, котрою хотіли заспокоїти тих людей, які бажали автокефалії. Це утворення не є ані автокефальною Церквою, ані навіть автономною. З точки зору помісних автокефальних Церков, УПЦ Московського Патріархату є сукупністю єпархій РПЦ на території держави Україна.
У 1992 році митрополита Київського і всієї України Філарета (Денисенка) Архієрейський Собор УПЦ (МП) (за його відсутності) змістив з посади і обрав нового предстоятеля — Володимира (Сабодана), що був на той час митрополитом Ростовським і Новочеркаським (Росія). Філарет не визнав цього рішення і утворив УПЦ КП.

У 1993 році синод УПЦ МП заявив:
Ми також прагнемо, щоб Українська православна церква стала Помісною, рівноправною сестрою в сім'ї Православних церков, але йдемо ми до цього канонічним шляхом. Поспішність або антиканонічність в діях, пов'язаних з отриманням автокефалії, завжди породжувала і буде породжувати розколи, що є поштовхом і до порушення громадянського миру в державі.
1997 року за поданням єпископату УПЦ (МП), Архієрейський Собор Російської православної церкви видав «Акт про відлучення від Церкви монаха Філарета (Денисенка)» (сану митрополита його було позбавлено в 1992) за «розкольницьку діяльність». Апеляцію Філарета Вселенський Патріархат та інші помісні церкви не розглянули, визнавши таким чином акт відлучення (анафему).
У 2000 році на Архієрейському Соборі Російської православної церкви уточнено статус УПЦ МП і скасовано дію окремих положень статуту РПЦ стосовно УПЦ МП. Але статусу автономії Українська церква так і не отримала. Можливо тому, що чинним залишається прохання про надання автокефалії, подане у 1991 році, на яке Російська церква зобов'язана дати відповідь на Помісному Соборі.
У 2007—2008 роках керівництво УПЦ МП здійснило ряд кроків спрямованих на закріплення та розширення самостійності від Російської православної церкви, на розбудову відмінної від російської системи адміністративного управління Церквою, на оновлення системи духовної освіти, подолання проросійських та політичних тенденцій всередині Церкви.
У липні 2011 року на супротив надання більшої автономії УПЦ МП виступив головний її спонсор донецький мільярдер Віктор Нусенкіс, заявивши, що згортає фінансову підтримку церкві. Натомість, він має намір посилити фінансування організацій, що виступають проти автокефалії УПЦ (МП) Після важкої хвороби митрополит Володимир фактично був усунений від управління церквою, управління церковними справами перейняв синод УПЦ МП на чолі із митрополитом Агафангелом, який є противником автономії УПЦ-МП та відзначається шовіністичними поглядами.
Навесні 2012 митрополит Володимир одужав і почалися активні зміни. З важливих посад усунено деяких учасників зимової спроби «перевороту», почалися активні кадрові ротації в єпископаті, відбулося багато нових архієрейських свячень та після значної перерви продовжилося подальше подрібнення єпархій.

#### Після створення ПЦУ
15 грудня 2018 року відбувся помісний об'єднавчий собор українських православних церков. За неофіційними даними 10 єпископів були готові прийти на собор, проте лише два єпископи УПЦ (МП), митрополит Вінницький Симеон (Шостацький) та Переяслав-Хмельницький Олександр (Драбинко), взяли участь у соборі та перейшли у новостворену Православну церкву України. Черкаський митрополит Софроній обмежився відеозверненням до собору.
За словами митрополита Епіфанія (ПЦУ), після надання ПЦУ томосу про Автокефалію за півтора року (січень 2019 — червень 2020) до ПЦУ від УПЦ МП перейшло близько 600 парафій.
Станом на грудень 2023 року 589 українських релігійних громад перейшли від УПЦ (МП) до ПЦУ від початку повномасштабного вторгнення. Найбільше релігійних установ змінили свій патріархат на Київщині (138), Хмельниччині (125) та Вінниччині (67).

#### Анексія єпархій російською церквою
Після початку повномасштабного російського вторгнення в 2022 році РПЦ напряму анексувала 8 єпархій УПЦ МП на окупованих територіях, проте не послідувало жодної реакції на такі дії.

#### Церковний собор 27 травня 2022 року
27 травня 2022 року у Свято-Пантелеймонівському жіночому монастирі пройшов Собор УПЦ МП. На соборі були внесені зміни до статуту про управління церквою, направлені на самостійність і незалежність УПЦ МП, засуджена позиція патріарха Кирила Гундяєва щодо російської агресії, проголошений заклик до діалогу з ПЦУ. Нова редакція статуту з супровідним листом до Держетнополітики були опубліковані 12 грудня 2022 року. Рішення собору не були прийняті Донецькою та Симферопольською єпархіями, які забажали залишитися в єдності з РПЦ.
На думку очільника ПЦУ митрополита Епіфанія, собор УПЦ МП нічого не змінив, організація зберегла єдність із РПЦ.

## Насадження російської культури та архітектури
Широко застосовується заміна сяйних хрестів на російські восьмиконечні. Продовжується практика часів російської імперії вживання Російсько-візантійського й Псевдоросійського стилів в архітектурі новобудованих церков.

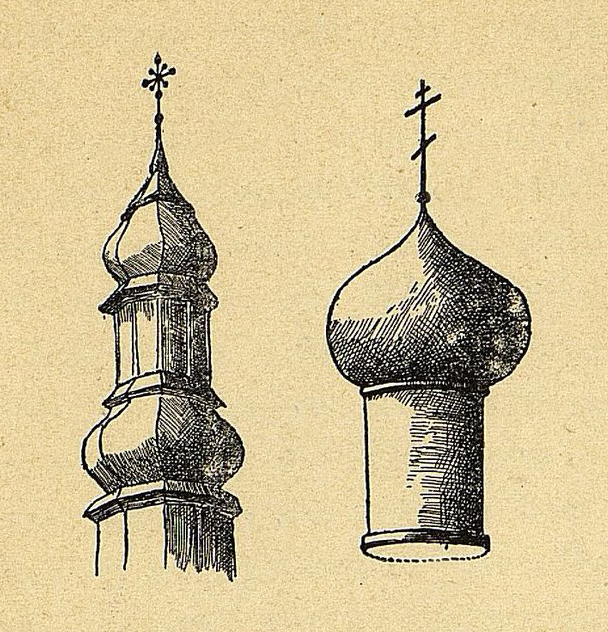
Традиційна баня ВКЛ (традиційний чотирикутний сонячний хрест) та російська цибулина (8-конечний московський хрест)

До прикладу будівництво Церкви Святої Трійці біля НСК Олімпійський у Києві 2013-т.ч. на місці шкільного стадіону Природничо-наукового ліцею № 145.
Будівництво Церкви священновеликомученика Володимира, Митрополита Київського та Галицького у Бродах в 2003—2008 роках.
Будівництво церкви преподобного Сергія Радонезького (на Солом'янці) в м. Києві в 2007—2020 роках.
Відбудова церкви ікони Божої Матері «Живоносне Джерело» (Голосіївська пустинь) в 1999—2003 роках.
Велике будівництво на території жіночого монастиря св. Пантелеймона у Феофанії.
Звична практика повсюдного розставлення дерев'яних церков-МАФів, часто без погодження з місцевими громадами, щляхом самозахоплення земель, інколи з подальшим узаконенням таких захоплень через корупцію в місцевих адміністраціях.

### Знищення історико-культурних цінностей
Після активізації релігійного життя у 1990-х роках набула поширення реконструкція пам'яток сакральної архітектури, що використовуються УПЦ (МП). Ці реконструкції здійснюються з порушенням чинного законодавства у сфері охорони пам'яток і характеризуються цілеспрямованою посадкою позолочених бань-цибулин, зміною автентичного вигляду окремих архітектурних елементів, використанням будівельних матеріалів та методів, неприпустимих при реставрації.
У 1987-1994 роках Низкиницька парафія була першим приходом Павла (Лебідя). Будучи настоятелем Успенського храму в Низкиничах під його керівництвом було зруйнувано частину історично-архітектурної спадщини часів Адама Киселя — знищено внутрішній декор з фамільними гербами Адама Киселя, а також зник унікальний бароковий іконостас XVIII століття.
Будівництво в 2009—2013 роках Преображенського собору та кількох нових корпусів в російському стилі на території пам'ятки національного значення в Почаївській лаврі.
Руйнування францисканського Костелу Успіння Діви Марії (пам'ятка національного значення) в 2006-т.ч. роках в Кам'янці-Подільському.
Пребудова Зимненського монастиря в російському стилі, уподібнення до перебудованого за радянських часів Корецького монастиря.
Широко практикується плюндрування старовинних дерев'яних сільських церков з обшиванням їх пластиковою вагонкою, або бляхою, вставленням метало-пластикових вікон і тому подібне.
У Національному Києво-Печерський історико-культурному заповіднику зафіксовано велика кількість порушень, найгрубіші з них — незаконна забудова. Загалом УПЦ МП збудувало 36 об'єктів, серед них 15 капітальних споруд, які не передбачені генеральним планом розвитку і збереження цих пам'яток. 13 квітня 2023 року слідчі поліції Києва розпочали кримінальне провадження за ст. 298 ККУ «Незаконне проведення пошукових робіт на об'єкті археологічної спадщини, знищення, руйнування або пошкодження об'єктів культурної спадщини» на території Києво-Печерської лаври.
У Кременецько-Почаївському державному історико-архітектурному заповіднику також зафіксована велика кількість порушень, зокрема новобудов, які порушують архітектурний ансамбль, порушення історичної пам'ятки, виявлено факти незаконного відбирання комунальної власності в громади до московської церкви та незаконного переведення земель. Виявлене розграбування поховань у криптах під собором у Кременці.
На території Національного архітектурно-історичного заповідника «Чернігів Стародавній» комісія Мінкульту визнала стан Спасо-Преображенського, Троїцького та Успенського соборів, які були у користуванні УПЦ МП, як незадовільний. На думку комісії, ці культові споруди потребують комплексних ремонтно-реставраційних робіт.
В кінці вересня 2024 року Представники Міністерства культури та стратегічних комунікацій почали перевірку об'єктів, які використовуються релігійними організаціями. Аудит виявив велику кількість порушень пам'яткоохоронного законодавства.

## Підтримка російського імперіалізму у передвоєнний період
Канонічні претензії московського патріархату на землі України збігалися з прагненням Кремля знищити український суверенітет. Структури московської православної церкви активно включилися в процес ідеологічного обґрунтування російського вторгнення в Україну. У російських коментарях з приводу війни проти України простежуються елементи дикого ірраціонального псевдорелігійного фанатизму, поєднаного з вірою в месіанське призначення та боротьбою зі загниваючим Заходом. До них додавалося наскрізь фальшиве трактування подій минулого і замовчування історичної правди.
УПЦ МП є об'єктом критики за проросійську спрямованість та співпрацю з російськими та проросійськими організаціями. Так, Іван Діяк розглядає діяльність УПЦ МП як «Церковно-політичну складову» п'ятої колони, спрямовану на підрив державного суверенітету України. Участь УПЦ (МП) як проросійської політичної сили в Україні підтверджував завідувач відділу України в Інституті країн СНД К. Фролов, зокрема виступ УПЦ (МП) проти В. Ющенка на президентських виборах 2004 року. Напередодні президентських виборів 2010 року Голова УПЦ (МП) Володимир (Сабодан) благословляв на вибори кандидата від Партії регіонів В. Януковича.
27 січня 2009 року Помісний собор Російської православної церкви обрав Патріархом Московським і всієї Русі Кірілла, значно молодшого та амбітнішого за попередника Алєксія II. З перших місяців своєї діяльності той оприлюднив концепцію церковного «Русского міра», який мав би стати ефективним інструментом консолідації низки пострадянських країн в умовах пробуксовування їх політичної інтеграції в неоімперські проекти Кремля.
У липні 2009 року Україну вперше відвідав у якості патріарха РПЦ Володимир Гундяєв. Після перемоги на виборах проросійського кандидата Віктора Януковича, активізувався вплив РПЦ та почастішали візити російського патріаха. Впродовж липня 2010 року проходив другий візит російського патріарха Гундяєва. У листопаді того ж року відбувався ще один візит Гундяєва, а наступні візити відбулися у травні, липні, вересні та жовтні 2011 року. В ході візитів публікувалися світлини зустрічей Патріарха зі своїми прихильниками в Україні, на яких просто домальовували збільшену кількість людей у фотошопі для імітації підвищеної підтримки серед населення.
З 2010 року РПЦ намагалася мобілізувати підтримку української влади, щоб змусити священиків та єпископів УПЦ КП «повернутися» під її юрисдикцію. Ключовим інструментом тут є реєстрація парафій. У 2010 році сталося декілька випадків перереєстрації парафій як таких, що належать до Московського патріархату, без попередньої згоди на це парафіян.
Священнослужителі УПЦ МП регулярно поширювали російську імперіалістичну пропаганду та агітували проти євроатлантичної інтеграції України. Так, у квітні 2011 року Православні Московського Патріархату попросили у президента Віктора Януковича статус домінуючої церкви та закликали його припинити інтеграцію в «чужу та ворожу структуру» — Євросоюз.

## Позиція церкви під час російсько-української війни

### Підтримка Росії під час анексії Криму та війни на сході України
Роками РПЦ виховувала «церковну агентуру», яка поширювала імперіалістичні наративи про Росію та необхідність повернення до її складу передусім України, Білорусі та Молдови. Під час Євромайдану представники церкви переховували на території Києво-Печерської лаври російських бойовиків Ігора Гіркіна.
Московський патріархат поширював тези пропаганди і намагався втримати людей в орбіті країни-агресора. Російська церква розглядає російську агресію як можливість зберегти та поширити свій вплив на Україну, а збройне протистояння на сході України — як «внутрішньоукраїнський конфлікт», «громадянську війну». Так, у жовтні 2015 року голова Відділу зовнішніх церковних зв'язків УПЦ МП протоєрей Миколай Данилевич назвав свою Кримську єпархію закордонною.

#### 2014
Cлужителі УПЦ МП в Криму відкрито виражали підтримку російським державним та військовим службовцям у регіоні, деякі служителі за межами окупованих Росією територій засуджували російську окупацію.
Кандидат богослов'я, викладач Одеської духовної семінарії УПЦ протоієрей Георгій Городенцев 1 березня визнав вторгнення російських військ на територію України законним та висловив надію, що російські війська займуть територію всієї України. Секретар Одеської єпархії УПЦ МП протоієрей Андрій Новіков, учасник Асоціації православних експертів, яка виступила 4 березня з вимогою до Президента Росії Путіна «ввести обмежений миротворчий російський контингент на Україну для захисту Православ'я», виступав із підтримкою військового вторгнення Росії на територію України. Влітку 2014 року він був виведений за штат та переїхав у Росію.
У березні 2014 року у відкриту полеміку з Філаретом (Кучеровим) вступив кримський священник Димитрій Шишкін, настоятель Покровського храму УПЦ (МП) в селищі Поштове Бахчисарайського району. За його думкою, він та жителі Південного Сходу України вважають, що «якби російські війська не встали на захист народу України в Південно-Східних її областях, то війна почалася б уже кілька днів назад», оскільки «нинішня Київська влада неодмінно спробувала б встановити свою диктатуру, свої порядки і поняття». На заяву єпископа про те, що «немає ніяких передумов до того, щоб російські солдати сьогодні контролювали суспільно-політичну чи іншу ситуацію життя нашої держави», священник заперечує: "А ми говоримо, що ці передумови є, і назріли вони в результаті двадцятирічної бездарної і односторонньої національної політики ". Отець Димитрій назвав Захід учасником повалення колишньої влади України, а «оскільки погромники, які дорвалися до влади, нас не чують — ми звернулися за допомогою до братнього народу Росії». За його словами, «жителі Південно-Східної України допомогу Росії, в тому числі силову, в абсолютній більшості сприймають саме як братню допомогу однодумців». Священник попросив у єпископа права «нам самим вирішувати, як ставитися до мирних російських солдатів на нашій, дійсно нашій кримській землі». В результаті дискусії з читачами отець Димитрій Шишкін повідомив, що не вважає київську владу легітимною, і звернувся до українського офіцера переходити під командування «головнокомандувача Криму» Сергія Аксьонова, легітимність якого читачі також поставили під сумнів.
З квітня по травень 2014 року священик Луганської єпархії Володимир Марецький блокував переміщення українського війська біля села Райгородка Новоайдарського району. Він розмістив на дорозі палатку з цілодобовим чергуванням та закликав військових залишити позиції. Священник був заочно засуджений до 6 років ув'язнення. 25 травня 2014 він був затриманий у складі озброєної групи з 13 сепаратистів, яку він очолював. Реагуючи на цю справу у травні Єпархіальна рада Луганської єпархії засудила участь священників у політичних акціях та збройному протистоянні та відсторонила Володимира Марецького від виконання пастирських обов'язків. У вересні 2014 Володимир Марецький був звільнений для обміну на українських полонених.
У квітні 2014 священник церкви Петра і Павла в Харцизьку Володимир Очеретяний висвятив хоругву на блокпосту сепаратистів біля Слов'янська. Матеріальну та ідеологічну підтримку сепаратистам у Слов'янську надавав місцевий священник Віталій Веселий. Також із підтримкою сепаратистів виступив благочинний Олександро-Невського округа Горлівської єпархії священик Микола Фоменко.
21 липня 2014 протоієрей Олександр Авдюгин із Ровеньків вступив у публічну полемику з Феогностом (Пушковим), відкрито підтримуючи сепаратизм у своєму інтернет-блозі.
5 серпня 2014 тимчасовий глава УПЦ (МП) митрополит Онуфрій в інтерв'ю власній пресслужбі виступив із засудженням антитерористичної операції (АТО) на Донбасі, а також відмовився визнавати причетність керівництва Російської Федерації до дестабілізації ситуації на сході України. За його оцінкою війна є братським кровопролиттям. Він закликав учасників бойових дій з обох сторін не чинити гріх вбивства.
У листопаді 2014 року на церемонії інавгурації голови самопроголошеної ЛНР Ігоря Плотницького був присутній митрополит Іоанникій, який очолював Луганську єпархію до 2012 року, а потім перебував на покої.
Група священників УПЦ (МП) нагороджена медалями «За визволення Криму і Севастополя» від України — архімандрит Силуан (Макей Сергій Іванович), настоятель Свято-Успенського монастиря (м Бахчисарай); священник Георгій (Поляков Юрій Петрович), священник Свято-Нікольського храму (м. Севастополь); священник Олексій (Тупиков Олексій Леонідович), доглядач Володимирського храму — усипальниці адміралів (м. Севастополь); протоієрей Сергій (Халюта Сергій Михайлович), благочинний Севастопольського округу. Колесніченко Вадим Васильович, народний депутат України від Севастополя, керівник Всеукраїнської громадської організації «Російськомовна Україна», співголова міжфракційної депутатської групи «В підтримку канонічної Церкви», лідер Всеукраїнської Координаційної Ради організацій російських співвітчизників (ВКРОРС).

#### 2015
8 травня 2015 на урочистому засіданні Верховної Ради керівництво УПЦ (МП) на чолі з предстоятелем церкви Онуфрієм не встали під час вшанування в Раді бійців АТО, коли Президент Петро Порошенко зачитував імена Героїв України, які отримали це звання під час антитерористичної операції; при цьому піднялися навіть іноземці, серед них генсек ООН Пан Гімун. 13 серпня на контрольному пункті «Бугас» був затриманий архимандрит УПЦ МП Нікон (Дубляженко), у якого знайшли посвідчення батальйону «Восток». У лютому 2016 року він був обміняний на українських полонених.

#### 2016
18 березня в окупованому Криму відзначили «День возз'єднання Криму з Росією». Від імені УПЦ (МП) в урочистостях взяв участь благочинний Севастопольського округу Кримської єпархії протоієрей Сергій Халюта.
Кримська єпархія УПЦ (МП) відкрито підтримує сепаратизм, регулярно публікуючи на своєму офіційному сайті матеріали відповідного змісту. 29 січня 2016 року синод УПЦ МП ухвалив рішення призначити на півострів єпископом архімандрита Каллініка (Чернишова), який також відкрито підтримує сепаратизм.

#### 2017
27 липня митрополит Горлівський і Слов'янський Митрофан під прапорами прапорів «ДНР» провів молебень за загиблими «ополченцями» та освятив пам'ятник у Горлівці, на якому написано: «Вічна пам'ять мешканцям м. Горлівки, які загинули внаслідок агресії Київської хунти у 2014—2017 році».
За рішенням Печерського районного суду міста Києва від 2017 року священник Свято-Іверського жіночого монастиря Донецька визнаний винним у коригуванні вогню сепаратистів у 2015 році. Ім'я священика не називається, але повідомляється, що в березні 2015 він був відсторонений від служіння та що він переховується на території Росії.

#### 2018

Хресна хода УПЦ МП у 2018 році з «іконами» царя Російської імперії Миколи ІІ
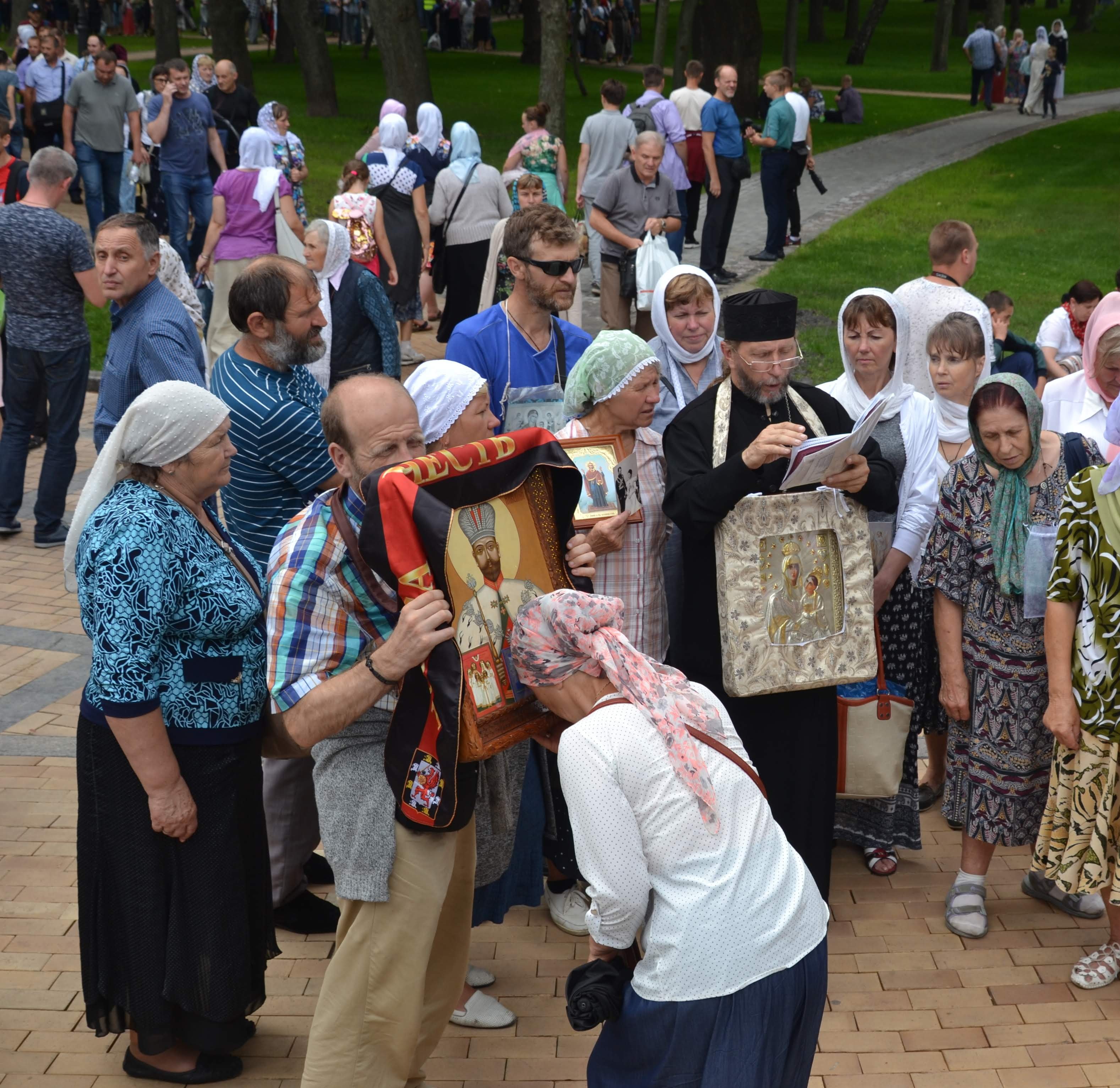
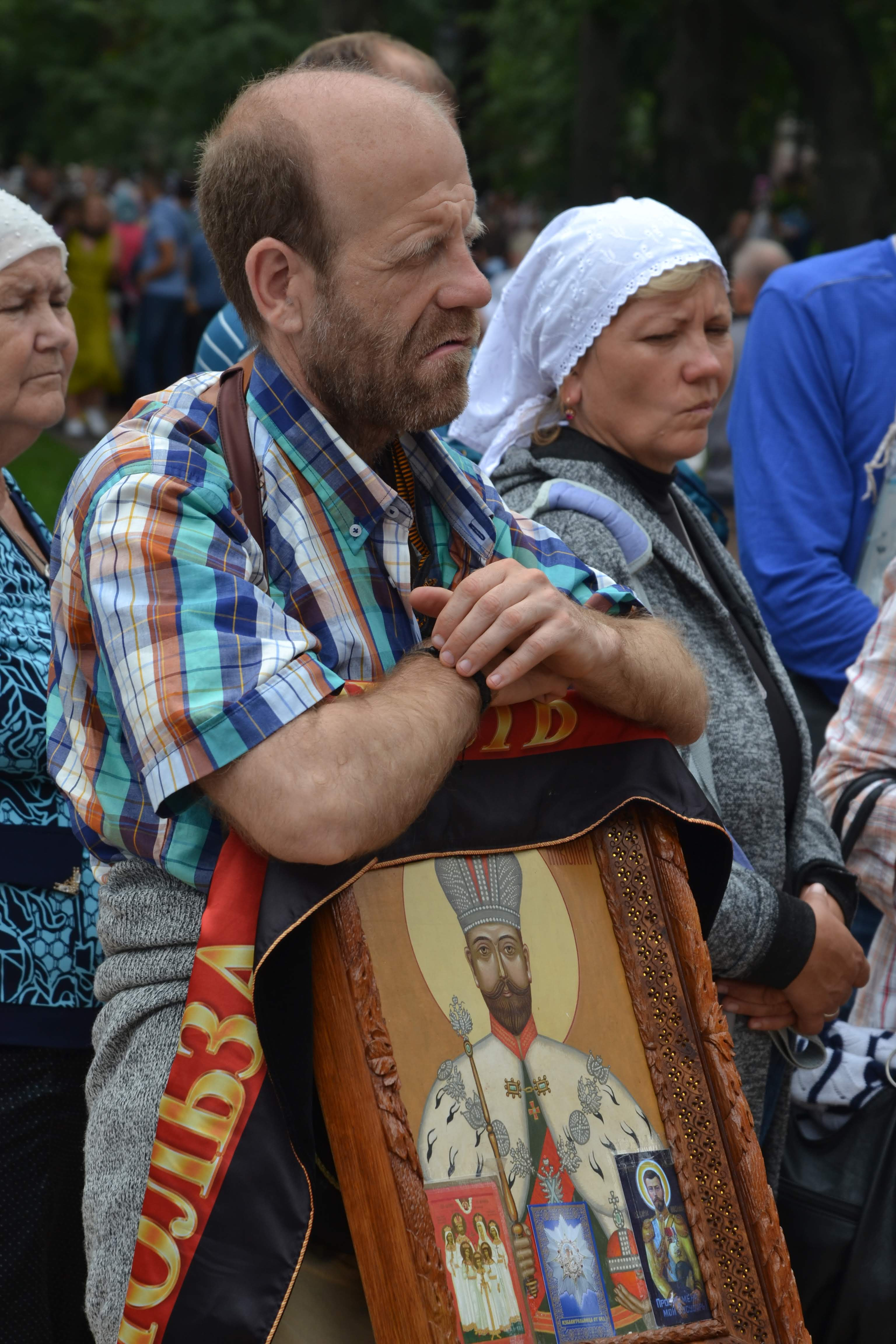
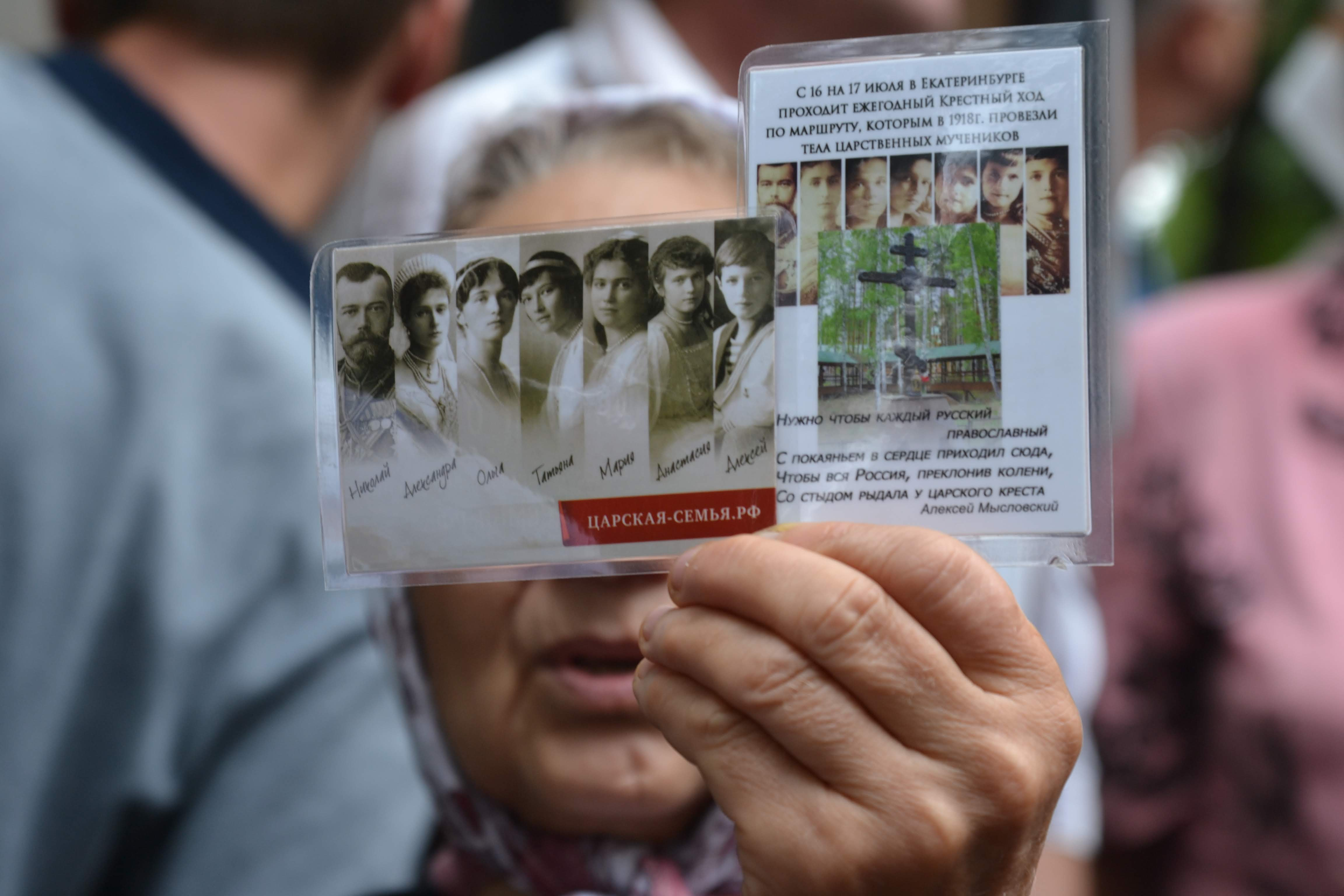
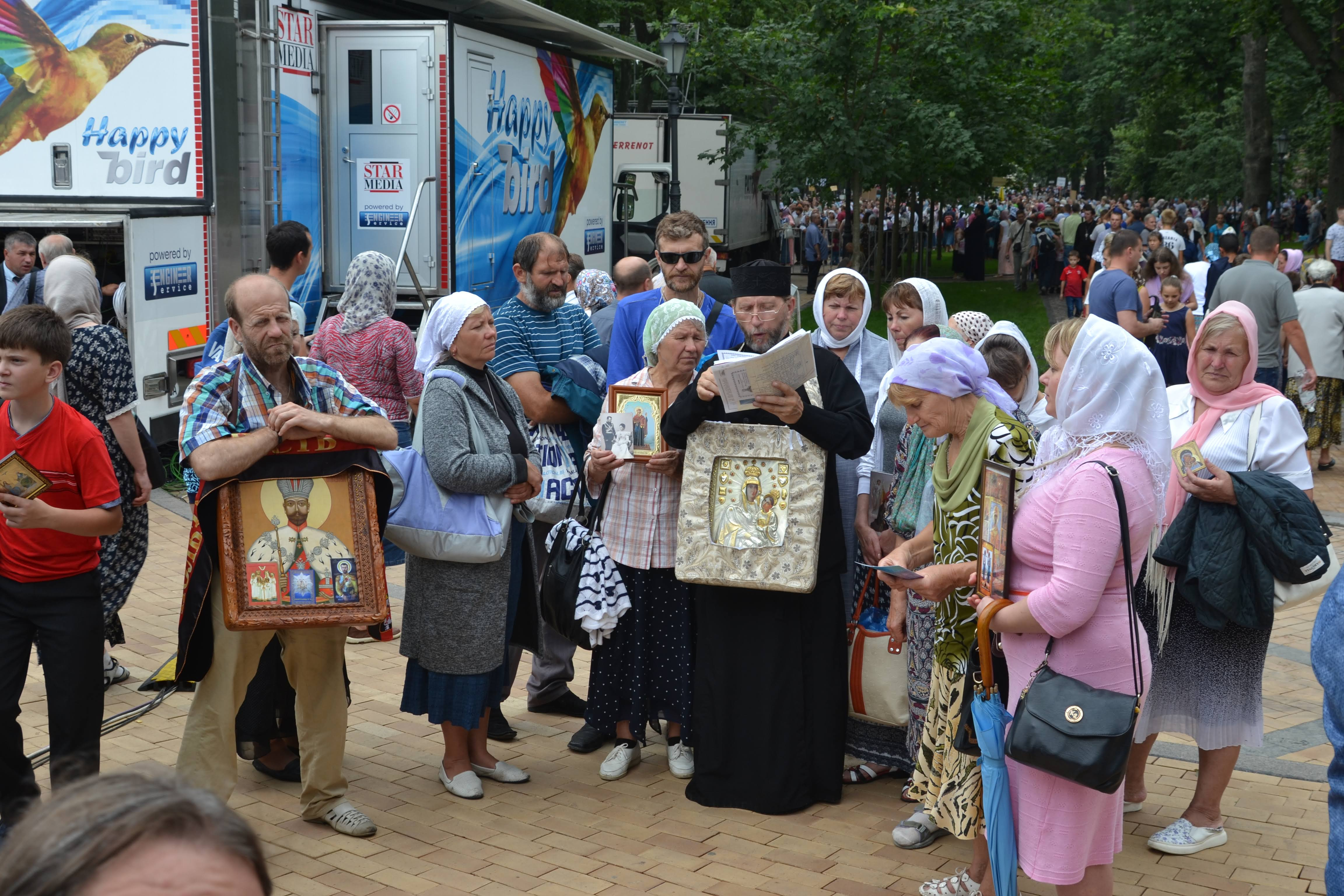

11 січня СБУ провела обшуки у «бойового крила» Запорізької єпархії УПЦ (МП): ГО "Союз православний «Радомир», під час яких було вилучено незареєстровану автоматичну вогнепальну і холодну зброю, значну кількість набоїв, медалі «патріот Росії», проросійську символіку вказаної організації, роздруківки з текстами антиукраїнського змісту. За фактом СБУ було відкрито розслідування. Генеральна прокуратура України розпочала досудове розслідування проти окремих представників Запорізької Єпархії УПЦ (МП) та організації "Союз православний «Радомир». 12 січня генерал-майор ЗСУ Ігор Гордійчук розповів, що в Святогірській лаврі клір УПЦ (МП) від самого початку російської збройної агресії переховував зброю й більше 100 терористів: чеченський загін спецназу та кадирівці.
13 січня російські окупаційні війська у Севастополі вивели зенітно-ракетні комплекси протиповітряної оборони С-400 «Тріумф» на бойове чергування, влаштувавши урочистий ритуал освячення, який провели клірики УПЦ (МП) в Криму у районі мису Фіолент.
28 червня митрополит УПЦ Сімферопольський і Кримський Лазар (Швець) відслужив молебень для російських військ, визнавши Росію «нашою Вітчизною» і «великою морською державою». На молебні були присутні прем'єр-міністр Росії Дмитро Медведєв і інші високопоставлені чиновники РФ. Вони разом відзначали в Севастополі День хрещення Русі, а потім — День Військово-Морського флоту Росії. У грудні 2019 року редакція газети «Кримська світлиця» отримала скан-копію угоди між командувачем Чорноморського флоту РФ і митрополитом Сімферопольським і Кримським (УМП МП) Лазарем від 2 квітня 2015 року щодо співпраці.

#### 2019
28 липня Синод вніс до церковного календаря УПЦ (МП) день пам'яті священномученика пресвітера Володимира Троєпольського, який був прославлений 1981 року Архієрейським Собором РПЗЦ, коли остання знаходилася в розколі з РПЦ. Судячи з обмеженої інформації про пресвітера Володимира Троєпольського, він був російським монархістом, «викривав революційні настрої, що насаджувалися в народі», і був убитий невідомими в 1905 році в Криму.
У серпні з благословення митрополита Тернопільського та Кременецького Сергія на Тернопільщині організовуються туристично-паломницькі поїздки в окупований Крим. Священники УПЦ (МП) вирішили реанімувати туристичний бізнес у Криму, який занепав після російської окупації. Крім відвідування православних храмів та монастирів Криму, вірянам також пропонують відпочити біля моря. Відповідні рекламні оголошення про «паломнічество в Крим» розмістили біля храмів УПЦ МП на Тернопільщині.
8 вересня у тимчасово окупованому Донецьку бойовики урочисто відкрили погруддя російському імператорові Миколі II в донецькому селищі Гірник на території поки недобудованого храму на честь Святих царствених мучеників. Установці бюста російському імператору також сприяв митрополит Донецький і Маріупольський УПЦ МП Іларіон.
У жовтні 2019 року запорізький митрополит УПЦ МП Лука та нардеп Вадим Новинський проводили агітацію за «формулу Штайнмаєра».

#### 2020
У 2020 році УПЦ МП провела форум «Люди миру» у Свято-Гірській лаврі. Журналісти звинуватили у впливі Віктора Медведчука на форум, проте в УПЦ (МП) це відкинули. Сам Медведчук підтримав форум «Люди миру». Серед учасників форуму був журналіст Молчанов Юрій, який має проросійські погляди і вважає, що «мутований націоналізм» призвів до розколу суспільства. Також до оргкомітету увійшов співак, нагороджений Путіним — Олег Карамазов. Також участь у проєкті взяв намісник Святогірської лаври Арсеній (Яковенко), який раніше висловлював думку, що Україна перша почала війну з Росією. На форумі виступила вірянка УПЦ (МП), жителька с. Піски, яка сказала, що не розуміє навіщо звільнили її село від сепаратистів і звинуватила українських військовослужбовців у мародерстві. Вона порадила їм «викопати окопи в себе вдома».

### Підтримка Росії після початку повномасштабного вторгнення
У 2022 році СБУ відкрила 52 кримінальні справи проти 55 священиків УПЦ (МП) включно з 14 архієреями. З лютого 2022 до липня 2024 року проти понад ста священників УПЦ МП було порушено кримінальні справи.

#### 2022
Деякі священники УПЦ МП серед іншого сприяли російським окупаційним військам, допомагали росіянам виявляти сили спротиву та коригували російську артилерію. Були співчасниками звірств російських військових у Бородянці. Продовжували активно вести пропаганду «русского міра» й розпалювати релігійну ворожнечу. Настоятель Лисичанського Свято-Тихвинського храму Андрій Павленко передавав координати українських військових росіянам, а також передавав їм списки кого потрібно було вбити.
У березні настоятеля парафії УПЦ МП в с. Ужачин Новоград-Волинському районі Житомирської області, під час спілкування на вулиці з місцевими мешканцями, публічно закликав до підтримки російського вторгнення в Україну. Він намагався переконати громаду в тому, що Росія «прислала війська звільнити українців від нацистів та бандерівців, захистити російськомовне населення братнього народу та для попередження вторгнення військ НАТО на територію російської федерації», а також закликав місцевих мешканців «покаятись та об'єднатись у цій боротьбі з братнім російським народом». Також він стверджував, що вбивають мирних мешканців та руйнують їхні будинки не російські окупанти, а Збройні сили України. 5 липня 2022 року священика УПЦ МП Новоград-Волинський міськрайонний суд визнав винуватим у вчиненні кримінального правопорушення, передбаченого ч. 1 ст. 111-1 КК України (Колабораційна діяльність) і призначив йому покарання у виді позбавлення права обіймати будь-які посади в правоохоронних органах, у органах державної влади та місцевого самоврядування строком на 13 років.
26 квітня правоохоронцями був затриманий настоятель церкви Святої Тихвінської ікони Божої Матері протоієрей Андрій Павленко, який збирав для ворога інформацію про чисельність, дислокацію, техніку, а також озброєння ЗСУ у Сєвєродонецьку та в прилеглих до міста селах. Йому інкриміновано колабораційну діяльність (ч.2 ст.28, ч.7 ст. 111-1 КК України). Павленко уклав угоду з прокурором — повністю визнав вину та «розкаявся». Суд визнав священнослужителя винним та призначив йому покарання у виді 12 років позбавлення волі. 14 грудня 2022 року колаборант був обміняний на Суеді Мурекезі, громадянина США якого захопили окупанти в полон у Херсоні. Після обміну Павленко дав інтерв'ю російським пропагандистам, у якому називав себе «політичним в'язнем».
У травні в смт Ярова настоятель «Казанської» парафії Горлівської єпархії УПЦ МП вступив у змову з російськими окупантами та за їх вказівкою організував збір мешканців у приміщенні місцевого клубу. Священик повідомив громадянам, що населений пункт перебуває під контролем військ РФ і необхідно обрати нового керівника місцевої влади для взаємодії з ворогом. Після визволення Ярової від російських загарбників правоохоронці затримали настоятеля. Чоловіку повідомлено про підозру у колабораційній діяльності (ч. 5 ст. 111-1 КК України). Йому обраний запобіжний захід у вигляді тримання під вартою без можливості внесення застави. 9 травня 2022 року священник Херсонської єпархії УПЦ МП Геннадій Шкіль святкував разом із російськими окупантами «день побєди», а перед тим звинувачував ЗСУ в обстрілах мирних мешканців Голої Пристані. 15 червня 2022 року Геннадій Шкіль виступив у Російському православному університеті святого Іоанна Богослова в Москві та розповів про «переслідування» УПЦ МП в Україні та «поступову нормалізацію життя» після російської окупації. Шкіль відспівав колаборанта Дмитра Савлученка, якого ліквідували українські партизани.
У червні 2022 року Митрополит Ізюмський та Куп'янський Єлисей не тільки не засудив російське вторгнення в Україну, але й перейшов на бік російських окупантів. У серпні 2022 року він благословив на «добрі справи» колаборанта Віталія Ганчева. 13 липня архієреї Луганської, Сєвєродонецької та Ровеньківської єпархій УПЦ МП зустрілися з колаборантом Пасічником «з метою зміцнення та розвитку церковно-державних відносин у регіоні».
17 жовтня Конотопський міськрайонний суд Сумської області ухвалив вирок Олександру Бойку, священнику УПЦ МП, який служив у церкві Різдва Пресвятої Богородиці в селі Дептівка Конотопського району. Обвинувачений пішов на угоду зі слідством і повністю визнав вину. Бойка звинуватили за статтею ч. 1 ст. 436-2 ККУ. За статтею «колабораційна діяльність» Бойка оштрафували на 34 тисячі гривень, а за глорифікацію осіб, що здійснювали збройну агресію Росії проти України — присудили два роки виправних робіт з відрахуванням в дохід держави 20 % від суми заробітку. За сукупністю злочинів та поглиненням менш суворого покарання більш суворим Бойку призначили покарання — виправні роботи (це мінімальне покарання, передбачене частиною 1 ст. 436-2 ККУ).
У жовтні СБУ провела обшуки у Іонафана, митрополита Тульчинського і Брацлавського, його звинуватили у розпалюванні релігійної ворожнечі та виправданні війни РФ проти України. 7 листопада того ж року СБУ повідомила про підозру Іонафану за ч. 2 ст. 161 Кримінального кодексу України (порушення рівноправності громадян залежно від їх расової, національної, регіональної належності, релігійних переконань, інвалідності та за іншими ознаками). За висновками експертизи, СБУ, митрополит здійснював умисні дії, спрямовані на розпалювання релігійної ворожнечі та образу почуттів громадян у зв'язку з їхніми релігійними переконаннями. Міський суд Вінниці визнав митрополита Тульчинського і Брацлавського Іонафана (Єлецьких) винним у публічному виправданні російської агресії та призначив йому покарання у вигляді 5 років позбавлення волі з конфіскацією майна. Суд визнав митрополита винним за всіма пунктами обвинувачення:
- ч. 2 ст. 109 ККУ – дії, спрямовані на насильницьку зміну чи повалення конституційного ладу або на захоплення державної влади;
- ч. 1 ст. 110 ККУ – посягання на територіальну цілісність і недоторканність України;
- ч. 2 ст. 161 ККУ – порушення рівноправності громадян залежно від їх расової, національної, регіональної належності, релігійних переконань, інвалідності та за іншими ознаками;
- ч. 3 ст. 436-2 ККУ – виправдовування, визнання правомірною, заперечення збройної агресії РФ проти України, глорифікація її учасників;

У листопаді 2022 на тлі російсько-української війни в низці храмів УПЦ (МП) було проведено обшуки. Зокрема, у Києво-Печерській Лаврі виявили пропагандистську літературу, а також громадян Росії, що переховувалися у приміщеннях лаври. Пропагандистську літератури та кошти незрозумілого походження виявили також у храмі УПЦ на Рівненщині та Буковині, а в одному з храмів Чернівецькій області слідчі стали свідками фізичної близькості секретаря Чернівецької єпархії УПЦ (МП) Архімандрита Никити з хлопцем, що співає в місцевому хорі. Після оприлюднення результатів обшуку, депутат Микола Княжицький подав до ВРУ законопроект стосовно заборони УПЦ (МП). Синод УПЦ (МП) назвав звинувачення у колабораціонізмі «необґрунтованими та недоведеними».
У листопаді обшуки в Тернопільській єпархії УПЦ (МП) виявили в семінарії та єпархії російські пропагандистські матеріали, що заперечують існування України. Під час обшуків, проведених на об'єктах УПЦ (МП) у Київській, Херсонській, Черкаській, Житомирській та Волинській областях, було виявлено підробні документи, російську пропагандистську літературу, російські паспорти та інші докази співпраці місцевих працівників та керівництва із російськими окупантами. Обшуки пройшли у Закарпатській, Рівненській і Житомирській областях, вони виявили склади з прокремлівською літературою, російськими методичками, книгами про сатанізм і молитовники за московського патріарха Кіріла. Того ж місяця стало відомо, що у Києво-Печерській лаврі та храмах УПЦ МП продовжували читати молитви за Росію, представники лаври заявили, що молитву співала група «активістів», що не мали стосунку до працівників церкви.
У грудні після обшуків у приміщеннях Харківської єпархії, було виявленор сотні тисяч готівки (зокрема, російськими рублями), прокремлівську літературу та російські сухпайки.
3 грудня 2022 року Служба безпеки України оприлюднила перелік діячів УПЦ (МП), які потрапили під дію санкцій Ради національної безпеки і оборони України: Вадим Новинський, (клірик УПЦ МП), митрополит Павло( намісник Києво-Печерської лаври), митрополит Лазар (митрополит Сімферопольський і Кримський), митрополит Платон (митрополит Феодосійський і Керченський), єпископ Агафон (єпископ Коктебельський), єпископ Олексій (єпископ Джанкойський і Роздольненський), єпископ Калинник (єпископ Бахчисарайський), архієпископ Аркадій (архієпископ Ровеньківський і Свердловський), митрополит Єлисей (колишній митрополит Ізюмський і Куп'янський), митрополит Іосиф (колишній митрополит Роменський і Буринський).
11 грудня 2022 року Президент України Володимир Зеленський ввів у дію рішення Ради національної безпеки і оборони України щодо запровадження санкцій ще до семи діячів УПЦ (МП): митрополит Антоній (митрополит Бориспільський і Броварський, керівник справами УПЦ МП, член Міжсоборної присутності Російської церкви), митрополит Лука (митрополит Запорізький і Мелітопольський), митрополит Пантелеймон (митрополит Луганський і Алчевський), митрополит Мелетій (митрополит Чернівецький і Буковинський, голова відділу зовнішніх церковних зв'язків УПЦ МП), архімандрит Іоанн (настоятель Свято-Савинського чоловічого монастиря у Мелітополі), архімандрит Алексій (настоятель Свято-Успенського кафедрального собору у Херсоні), архієпископ Паїсій (архієпископ Костянтинівський, вікарій Горлівської єпархії УПЦ МП).

#### 2023
В ніч з 6 на 7 січня 2023 року на могилі Володимира було спалено два білих клобуки. 25 січня 2023 року Президент України Володимир Зеленський ввів у дію рішення РНБО про санкції проти УПЦ МП та її оточення. У січні 2023 року черкаський митрополит УПЦ МП Феодосій (Снігірьов) закликав до відновлення єдності з РПЦ і Гундяєвим. Того ж місяця Кременецький районний суд Тернопільської області оштрафував ректора Почаївської семінарії УПЦ (МП) за розпалювання релігійної ворожнечі. також СБУ викрила на закликах до захоплення Києва прислужника Спасо-Покровського жіночого монастиря УПЦ (МП). 20 лютого CБУ оголосила про підозру в розпалюванні міжконфесійної ворожнечі Феодосію, на цей час керівнику Черкаської єпархії УПЦ (МП). 15 лютого Індустріальний районний суд Дніпра ухвалив вирок Миколі Зірці, який пішов на угоду зі слідством і повністю визнав вину. Суд призначив йому 7 років в'язниці та позбавив права обіймати посади в органах державної влади та місцевого самоврядування впродовж 12 років з конфіскацією майна. 16 лютого 2023 Микола Зірка разом з іншими росіянами обміняний на українців. У лютому СБУ затримала в Києві одного з російських блогерів, який переховувався в монастирі УПЦ (МП).
1 березня СБУ затримала настоятеля храму УПЦ (МП) в Шосткинському районі, який збирав для ФСБ розвіддані про оборону Сумщини. Він також збирав персональні дані керівників місцевих органів влади, правоохоронців та громадських активістів і збирав дані про патріотично налаштованих громадян. Ця інформація потрібна була загарбникам для проведення прицільних ракетних та масованих артилерійських ударів по регіону, а також здійснення диверсійних вилазок. У поле зору окупантів він потрапив через свої проросійські погляди. Був затриманий співробітники СБУ на спробі передачі агресору закритих відомостей про посадовців місцевих військових адміністрацій. Слідство встановило, що після початку повномасштабного вторгнення клірика дистанційно завербував співробітник ФСБ РФ. На вирок суду колаборант очікував під вартою. 25 жовтня 2023 року суд визнав його винним за ч. 2 ст. 111 ККУ (державна зрада, вчинена в умовах воєнного стану), та засудив до 15 років ув'язнення.
Незважаючи на «розрив спілкування з РПЦ», священики УПЦ МП продовжили згадувати Кирила Гундяєва у молитвах, а він своєю чергою у квітні 2023 року скаржився Єрусалимському патріарху на виселення УПЦ МП із Лаври. Генерал-майор СБУ в запасі Віктор Ягун заявив, що представники УПЦ (МП) хочуть спровокувати кровопролиття. Попри припинення користування Онуфрій Березовський провів недільну службу в Хрестовоздвиженській церкві Києво-Печерської лаври. У квітні митрополиту Феодосію СБУ повідомили про підозру за ч. 2 та ч. 3 ст. 436-2 КК України (Виправдовування, визнання правомірною, заперечення збройної агресії Російської Федерації проти України, глорифікація її учасників). 2 квітня після затримання Павла Лебедя, у Свято-Покровському Кафедральному соборі Хмельницького священослужитель УПЦ МП побив військового 19-го ОСБ після того як він запитав «Скільки людей ще має загинути, щоб ви перестали ходити в московський патріархат?» СБУ зібрала доказову базу на колишнього настоятеля одного із храмів Ізюмської єпархії, який підтримав російську агресію. 6 квітня 2023 року СБУ повідомила про підозру Феодосію Снігірьову, митрополиту Черкаської єпархії, щодо заперечення російської агресії та глорифікації її учасників. 28 квітня СБУ виявила ще одного послушника Почаївської лаври, який публічно виправдовував російську збройну агресію та її воєнні злочини.
9 травня архімандриту Іоанну (Прокопенко) повідомлено підозру за частиною 5 та 6 ст. 111-1 ККУ (колабораційна діяльність). 2022 року Прокопенко брав участь у заході "Форум общественного движения «Мы вместе с Россией» в Мелітополі, у вересні 2022 взяв участь у «святі» в Москві, де було оголошенно «приєднання» Росією окупованих частин Херсонської, Запорізької, Луганської та Донецької областей. Йому загрожує до 12 років позбавлення волі. 17 травня 2023 митрополит Дніпропетровський Іриней заборонив у служінні протоієрея Андрія Пінчука, автора звернення до вселенського патріарха щодо суду над патріархом Кирилом та опозиційного до Синоду УПЦ МП блогу під псевдонімом «Веселий піп». Після цього богослужіння у прихідському храмі Андрія Пінчука у с. Волоське проводились мирянським чином. У січні 2024 з Андрія Пінчука була знята заборона. 18 травня архімандриту Матвію (у миру Михайло Пімашин), наміснику чоловічого монастиря на честь Піщанської ікони божої матері Ізюмської єпархії УПЦ МП, повідомлено про підозру за ч. 3 ст. 436-2 ККУ (виправдовування збройної агресії РФ проти України з використанням ЗМІ). Пімашин підтримав російських загарбників і «на власному прикладі» закликав зробити це інших місцевих мешканців. Також Пімашин виступив у пропагандистському відео російської пропагандистки Ганни Долгаревої з виправдовуванням збройної агресії рф проти України та засудження українських військових. Йому загрожує до 8 років в'язниці.
26 липня СБУ повідомила про підозру митрополитові УПЦ МП Іосифу (в миру Олексій Масленніков), за ч. 1 ст. 436-2 ККУ (виправдовування, визнання правомірною, заперечення збройної агресії рф проти України, глорифікація її учасників). У вересні 2022 року він взяв участь у богослужінні в монастирі Свердловської області, де під час відправи спільно з представниками РПЦ благословляв російських військових, які воюють проти України, та вихваляв рішення путіна щодо проведення мобілізації в росії. Оскільки зловмисник переховується від українського правосуддя на території РФ, тривають комплексні заходи для притягнення його до відповідальності.
Станом на 4 жовтня 2023 року за матеріалами СБУ розпочато 68 кримінальних проваджень щодо представників УПЦ МП, з яких 14 — митрополити церкви. Як зазначають в Службі безпеки, серед викритих злочинів — 20 фактів держзради, колабораціонізму та пособництва країні-агресору. Крім того, правоохоронці розслідують 18 проваджень щодо публічної агітації до релігійної ненависті, а також продажу вогнепальної зброї та поширення дитячої порнографії.
2 листопада священник УПЦ МП Дмитро Завялець був засуджений Глибоцьким районним судом за колабораційну діяльність (ч. 1 ст. 111-1 ККУ). Йому суд на 12 років заборонив проводити богослужіння та займати посади в релігійних організаціях. Суд визнав пом'якшувальними обставинами щире каяття, повне визнання вини, активне сприяння у розкритті кримінального правопорушення, хоча воєнний стан є обставиною, яка обтяжує покарання. Під час досудового розслідування правоохоронними органами було встановлено, що священик УПЦ МП Дмитро Завялець 23 березня 2023 на цвинтарі села Черепківці, під час похорону українського вояка, публічно звернувся з промовою до людей на похованні. У промові священослужитель сказав, що «…Донбас і Крим не наші землі, що там російськомовні люди і українців там ненавидять, тому не треба туди йти», та «Америка буде воювати з Росією на території України, що ми зараз і бачимо, що зараз і робиться».

#### 2024
17 грудня священнослужителя Вінницької єпархії Української православної церкви Московського патріархату Євгенія Кошельника винним у виправдуванні збройної агресії РФ, зокрема у поширенні російської пропаганди і чекання на «своїх». У березні виявилося що у Введенському монастирі в Києві продовжують поминати московського патріарха Кирила, як голови своєї церкви. Із травня 2022-го по червень 2024 року Кошельник розповсюджував у Telegram публікації, зміст яких всіляко виправдовував збройну агресію Російської федерації проти України. Його ув'язнили на 5 років.

#### 2025
6 травня 2025 року три клірики УПЦ МП отримали підозру за підтримку збройної агресії Росії. За даними слідства, під час проповідей та спілкування з парафіянами підозрювані виправдовували російські злочини та закликали підтримувати Росію.
Напередодні 9 травня СБУ викрила трьох кліриків церкви, які героїзували російських військових і чекали на захоплення Київської та Черкаської областей. У Міжгір'ї Закарпатської області було затримано священника Московського патріархату, розгулювали селищем у радянській формі та з символікою СРСР. 15 травня стало відомо що Закарпатські митники вилучили бронзовий дзвін російського виробництва.
2 липня 2025 року указом президента України було припинено українське громадянство Ореста Березовського (митрополита Онуфрія). СБУ встановила, що Березовський (Онуфрій) добровільно отримав громадянство РФ у 2002 році. Про вказане він не повідомив уповноважені органи влади України. Водночас після цього він продовжував і надалі користуватися статусом громадянина України. 2025 року указом президента України було припинено українське громадянство Ореста Березовського, котрий більше відомий як діяч УПЦ МП Онуфрій. СБУ встановила, що Березовський (Онуфрій) добровільно отримав громадянство РФ у 2002 році. Про вказане він не повідомив уповноважені органи влади України. Водночас після цього він продовжував і надалі користуватися статусом громадянина України.
13 серпня стало відомо що Співробітники Служби безпеки України затримали протоієрея запорізької єпархії УПЦ МП Костянтина Колодку. За даними слідства, він координував агентурну мережу російської воєнної розвідки в місті.

### Підтримка України

#### 2014-2022
3 березня 2014 року намісник та братія Свято-Паісіївського чоловічого монастиря у с. Морозівка встали між російськими військовими, що блокували українську військову частину в Балаклаві, та входом у частину для недопущення кровопролиття. У березні 2014 митрополит Черкаський і Канівський Софроній звернувся до Валентини Матвієнко та Володимира Мединського, що мають походження з Черкащини, та звинуватив їх у зраді батьківщини через підтримку анексії Криму, а також назвав Володимира Путіна бандитом. Керуючий Львівською та Галицькою єпархією єпископ Філарет (Кучеров) закликав Володимира Путіна вивести війська з Криму. 12 липня 2014 першим священником зі східної України, що благословив український блокпост, назвав себе архімандрит Феогност (Пушков), служитель Луганської єпархії УПЦ МП. 18 серпня 2014 року прессекретар УПЦ МП протоієрей Георгій Коваленко в рамках пресконференції заявив, що Українська православна церква Московського патріархату розглядає тимчасово анексований РФ Крим у березні цього року як територію України і виступає за повернення півострова під контроль Києва, при цьому священнослужителі раді, що єпархії УПЦ (МП) залишаються в Криму і підкоряються Київської митрополії. У серпні 2014 митрополит Онуфрій відспівував заступника голови Українського союзу ветеранів Афганістану, сотника афганської сотні батальйону Айдар Олега Михнюка, який загинув 20 серпня у селищі Новосвітлівка Луганської області. У вересні 2014 голова синодального відділу УПЦ по взаємодії зі збройними силами митрополит Августин заявив, що як військовий митрополит і по обов'язку та переконанню благословляє українське військо на захист батьківщини. Декілька єпархій брали участь у благословінні військових, яких відправляли в зону бойових дій, та у зборі гуманітарної допомоги для них. Протоієрей Олександр Лановий після того, як його рідний брат побував у полоні, служив волонтером і постійним духовним наставником військовослужбовців на передовій. У травні 2017 священники Ізюмської єпархії в канун свята Миколи Чудотворця виконуючи благословіння архієрея виконали молебні про відновлення миру на українських блокпостах, а також передали бійцям гуманітарну допомогу. Митрополит Сімферопольський та Кримський Лазар відмовився доводити до вірян інформацію про влаштований Росією у березні кримський референдум. У Черкаській єпархії дозволили не поминати за богослужінням патріарха Кирила, якщо це викликає протести серед людей.
У 2016 році два луганських священника з окупованих територій, Віталій Запека та Володимир Маглена, через небезпеку виїхали на контрольовану Україною територію Луганської області. Зі слів Володимира Маглени, керівництво єпархії нейтрально поставилось до його проукраїнської діяльності в інформаційному просторі.
4 червня 2018 року митрополит Криворізький та Нікопольський Єфрем взяв участь у вшануванні пам'яті учасників антитерористичної організації на сході України.

#### Після 2022
22 лютого 2022 року у відповідь на початок російського вторгнення в Україну митрополит Онуфрій опублікував звернення, в якому була висловлена підтримка українському війську та засуджені дії Росії, які названі «каїновим гріхом». В деяких приходах УПЦ МП відкрили збори на допомоги військовим та біженцям..= У квітні 2022 за ініціативою священника з Андрія Пінчука серед духовенства УПЦ МП розпочався збір підписів за проведення суду пентархії, що мав засудити позицію патріарха Кирила. Було зібрано понад 430 підписів. На підписантів створювався тиск з боку керівництва Полтавської та Криворізької єпархій.
У січні 2023 Вінницька єпархія УПЦ МП опублікувала відеокавер на пісню «Батько наш Бандера», назвавши її «Батько наш Онуфрій». У червні 2023 з окупованого міста Приморськ виїхав священник Володимир Савійський, він заявив, що через проукраїнську позицію окупаційна влада проводила на нього тиск, примушуючи співпрацювати, за його словами, кілька разів його затримували та обшукували. Священника намагалися змусити поминати патріарха Кирила та не поминати митрополита Онуфрія (у травні 2023 Бердянської єпархії була включена у склад РПЦ, що не визнала УПЦ МП). 23 липня 2023 року після обстрілу Спасо-Преображенського собору в Одесі священники УПЦ МП звернулись до митрополита Онуфрія із закликом розірвати зв'язки з РПЦ. За 2 дні звернення підписали більше 300 священників.

## Устрій
УПЦ (МП) називає себе незалежною в управлінні частиною Московського патріархату з правами широкої автономії. «Права широкої автономії» (але не сам канонічний статус автономії з внесенням у диптих) було надано Архієрейським Собором Російської православної церкви у 1990 році у відповідь на звернення українського єпископату до Патріарха Московського та всієї Русі Алексія ІІ і всього єпископату РПЦ.
Українська православна церква визнає себе правонаступницею давньої Київської Митрополії Константинопольського Патріархату (у межах України) та Українського Екзархату РПЦ.
Київський митрополит, предстоятель церкви, є постійним членом Синоду Російської православної церкви, а український єпископат бере участь в Архієрейських та Помісних Соборах РПЦ, у виборах Святійшого Патріарха Московського і всієї Русі. Натомість, вплив Московського патріархату на внутрішній устрій УПЦ МП обмежений, усі рішення приймає Архієрейський Собор УПЦ (МП). Митрополит Київський та всієї України підпорядковується лише Священному синоду та Соборам УПЦ (МП).
Органами управління в УПЦ МП є Собор, Собор єпископів, Священний синод та синодальні установи (відділи, комісії, місії), управління справами. Низку важливих повноважень має Предстоятель. УПЦ МП поділяється на дрібніші місцеві церкви — єпархії, які мають своїх предстоятелів (єпархіальних архієреїв) органи управління (єпархіальні збори, єпархіальна рада, єпархіальне управління) та установи (благочиння, монастирі, парафії).

### Собори
|                                    | Собор єпископів діє на підставі священних канонів Церкви, постанов Помісних і Архієрейських Соборів Руської (російської) Православної Церкви, а також Соборів УПЦ МП. |
| — Розділ 3 пункт 5 статуту УПЦ МП, | |

Найвищим органом управління УПЦ МП є Собор, який діє в межах, що визначаються священними канонами Православної церкви, Статутом про управління УПЦ (МП), постанов Помісних і Архієрейських Соборів РПЦ, а також Соборів УПЦ (МП). Іноді ці Собори називаються також помісними або всеукраїнськими. Собор наглядає за збереженням чистоти православного віровчення та норм християнської моралі, вирішує принципові богословські, канонічні, богослужбові та пастирські питання, що стосуються УПЦ (МП), наглядає за збереженням канонічної єдності зі Вселенським православ'ям, затверджує Статут УПЦ (МП).
У період між Соборами Церкви скликаються Собори єпископів УПЦ (МП) (Архієрейські собори), які є другим органом управління УПЦ (МП). За Статутом Собор єпископів має скликатися щонайменше раз на рік, однак на практиці це відбувається рідше. Собор єпископів канонізує святих і ухвалює богослужбові чинопослідування, складені на їхню честь, він є церковним судом вищої інстанції, вносить зміни до Статуту (з подальшим його затвердженням Собором Церкви), а також обирає Митрополита Київського і всієї України й визначає процедуру його обрання.
Чинний митрополит, Онуфрій, провів реформування ряду відділів церкви. Так, 16 вересня 2014 створено Митрополичу раду з питань культури, а також про реорганізацію (в тому числі ліквідації) деяких синодальних відділів і комітетів. Синод також утворив Синодальний просвітницький відділ, включивши його до складу Митрополичої ради з питань культури. Його очолив протоієрей Георгій (Коваленко), якого звільнили з посади голови Синодального інформаційно-просвітницького відділу УПЦ (МП).
Одночасно відбувається реорганізація Синодального інформаційно-просвітницького відділу шляхом перетворення його в Синодальний інформаційний відділ. Його головою призначено єпископа Ірпінського Климента.
Крім того, створено Синодальний відділ УПЦ (МП) з соціально-гуманітарних питань. Його очолив протоієрей Владислав (Диханов). До новоствореного відділу приєднався відділ з благодійності та соціального служіння при Священному синоді.
На засіданні також ліквідований комітет з біоетики та етичних питань при Священному синоді. Його функції відтепер належать до компетенції Синодального відділу з питань охорони здоров'я та пастирської опіки медичних закладів.
Ліквідовано також Синодальний відділ у справах пастирської опіки воїнів-інтернаціоналістів. Цими питаннями тепер займатиметься Синодальний відділ по взаємодії зі Збройними силами та іншими військовими формуваннями України.

### Священний синод
Священний синод є третім органом управління УПЦ (МП), що діє у період між Соборами єпископів. Синод очолюється Митрополитом Київським і всієї України або Місцеблюстителем і складається з десяти, включаючи Митрополита Київського, єпархіальних архієреїв — семи постійних і трьох тимчасових членів. Синод засновує і ліквідовує єпархії, обирає і поставляє єпархіальних та вікарних архієреїв, переводить їх на іншу кафедру, засновує і ліквідовує монастирі та вирішує низку дрібніших питань. При синоді діє ряд установ: комісії, відділи, місії тощо.

### Єпархії

Мапа єпархій УПЦ (МП), січень 2019

Рішення про утворення чи ліквідацію єпархій, що входять до УПЦ МП, і про визначення їх територіальних меж приймаються її Синодом із подальшим затвердженням Архієрейським Собором РПЦ.
За даними 2018 року УПЦ (МП) налічувала 49 єпархій. Усі єпархії були на території України.
27 травня 2022 року Сімферопольська і Кримська єпархія заявила, що залишається під омофором патріарха РПЦ Кирила Ґундяєва.
31 травня 2022 року Ровеньківська єпархія заявила, що єпархія залишається під омофором патріарха РПЦ Кирила Ґундяєва та зупиняє поминання за богослужінням митрополита Онуфрія.
7 червня 2022 року на синоді РПЦ відбулась анексія Кримських єпархій УПЦ МП. З анексованих єпархій синод РПЦ вирішив утворити на території Криму Кримську митрополію РПЦ у складі Сімферопольської, Джанкойської та Феодосійської єпархій, а її головою призначити члена Священного синоду УПЦ (МП) митрополита Сімферопольського та Кримського Лазаря.

### Монастирі

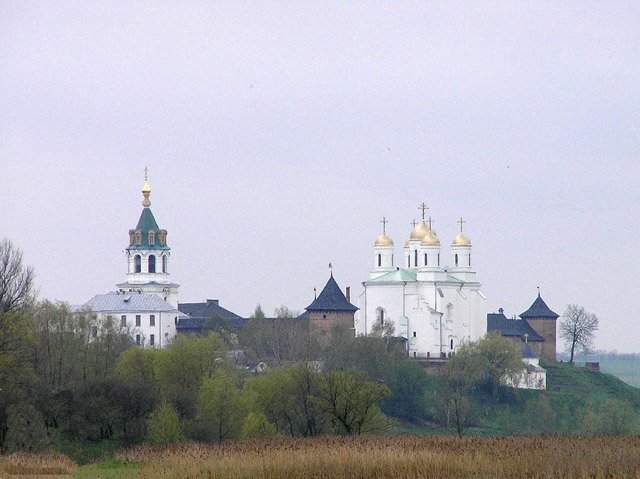
Зимненський Успенський ставропігійний монастир

Найвідомішими монастирями УПЦ (МП) є три лаври — Свято-Успенська Києво-Печерська, Успенська Почаївська та Успенська Святогірська.
Інші значні монастирі: Бахчисарайський Успенський печерний монастир, Свято-Усікновенський скельний чоловічий монастир, Свято-Знаменський жіночий монастир, Свято-Климентівський Інкерманський чоловічий монастир, Свято-Троїцький чоловічий монастир (Китаївська Пустинь), Свято-Троїцький Густинський жіночий монастир, Спасо-Преображенський Новгород-Сіверський чоловічий монастир, Свято-Покровський Красногірський жіночий монастир, Софроніївський Мовчанський Різдва Богородиці Печерський монастир, Дерманський монастир, Спасо-Преображенський Мгарський чоловічий монастир.
Станом на 2017 рік, згідно з даними Держкомнацрелігій, в УПЦ МП налічувалося 208 монастирів та 4807 ченців і черниць. Жодна інша православна конфесія в Україні не може зрівнятися з УПЦ за розвитком чернечого життя. Так, наприклад, УПЦ КП мав того часу 60 монастирів та 219 ченців і черниць, а Українська автокефальна православна церква — 21 ченця у 13 монастирях.

### Навчальні заклади
Українська православна церква має розгалужену систему духовної освіти — академії, семінарії, інститут, училища, ліцей, курси та недільні школи. Станом на 1 серпня 2011 року налічується 10 вищих духовних навчальних закладів: Київські духовні академія і семінарія, Волинська духовна семінарія, Одеська духовна семінарія, Полтавська місіонерська духовна семінарія, Почаївська духовна семінарія, Таврійська духовна семінарія у Сімферополі, Харківська духовна семінарія, Чернівецький православний богословський інститут і Луганський богословський університет на честь Архістратига Михаїла. У 2015 році відкрито Сумську духовну семінарію.
Діють також Регентські курси при Одеській семінарії та Регентське відділення у Кременці Почаївської духовної семінарії, Алчевське Духовне училище, Володимир-Волинське регентське Духовне училище, Городоцьке Духовне училище регентів-псаломників, Київське Духовне училище, Луганське Духовне училище, Миколаївське Духовне училище, Мукачівське Духовне училище, Корецьке регентсько-катехізаторське Духовне училище, Свердловське Духовне училище, Чернігівське духовне училище, Луганська православна класична гімназія імені святої великомучениці Тетяни та Вищі Свято-Володимирські православні богословські курси.

### Єпископат

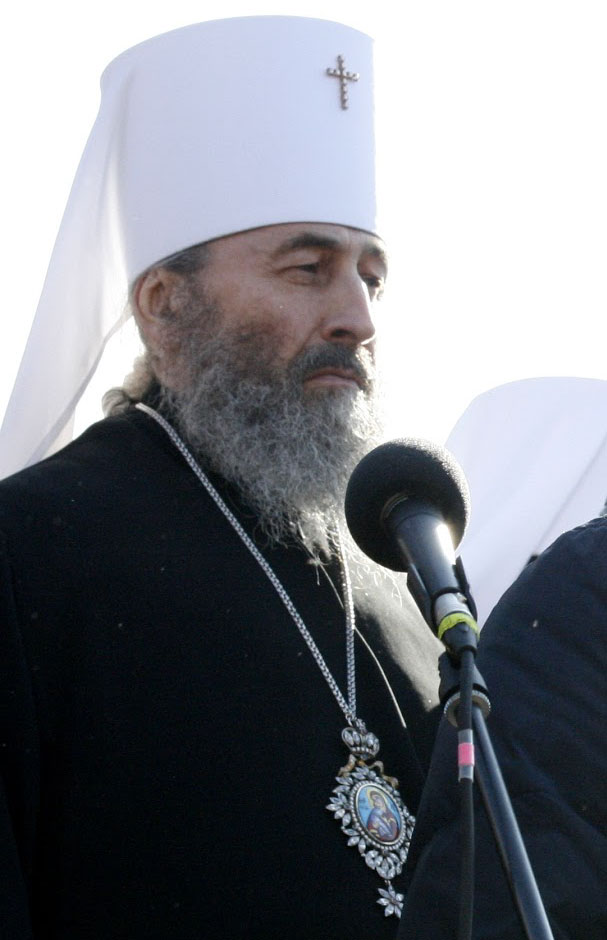
Онуфрій Березовський, «Митрополит Київський і всієї України» за версією УПЦ МП, постійний член Синоду РПЦ

Предстоятелем УПЦ (МП) згідно зі статутом є «Митрополит Київський і всієї України» з титулом «Блаженніший». Його резиденція — Успенська Києво-печерська лавра. У 1992—2014 роках ним був Володимир (Сабодан). З 2014 року Митрополитом Київським став Онуфрій (Березовський).
Згідно зі статутом організації, її керівник називається «митрополитом» і є постійним членом синоду Російської православної церкви.
Станом на 1 липня 2019 року УПЦ (МП) налічувала 98 єпископів: 52 керівні архієреї, 39 вікарних та 7 архієреїв на спочинку. Від часу надання прав автономії у 1991 році УПЦ (МП) залишили дев'ятеро архієреїв: троє — митрополит Філарет (Денисенко), єпископи Андрій (Горак) і Яків (Панчук) — перейшли до УПЦ КП, двоє — митрополити Симеон (Шостацький) і Олександр (Драбинко) — до ПЦУ, а четверо перейшли в інші юрисдикції Московського Патріархату. Ще 19 єпископів за цей період померли, майже половина з них несли архієрейське служіння ще з 1960—1970-х років. Загалом в УПЦ збереглася повна спадкоємність ієрархії з Українським екзархатом Московського патріархату (1918—1991), у якого, у свою чергу, була повна спадкоємність з ієрархією Російської православної церкви на території України (1620—1918).
Митрополит Агафангел (Саввин) був своєрідним ідейним лідером проросійського крила УПЦ (МП). Активним прибічником автокефалії та «проукраїнського крила» був митрополит Черкаський і Канівський Софроній (Дмитрук). Предстоятель і переважна більшість архієреїв займають нейтральні позиції, намагаючись протистояти проявам як українського, так і російського націоналізму в Церкві.
Протягом 2007 року було рукоположено 13 архієреїв — майже стільки, як за попередні 10 років. Це пов'язано з адміністративною реформою, яка подрібнювала єпархії для зручності керування за зразком Елладської Церкви. Це прохолодно сприймалося Російською церквою, оскільки таким чином кількість українських єпископів могла зрівнятися з кількістю єпископів самої РПЦ і на її Помісному Соборі (де право голосу мають усі єпископи) українські архієреї могли б ухвалити практично будь-яке вигідне для УПЦ (МП) рішення. Після обрання патріархом Московським Кирила (Гундяєва) адміністративну реформу призупинили, у 2009 було рукоположено лише двоє архієреїв, жодну єпархію не розділили.

## Нагороди

Орден преподобних Антонія і Феодосія Печерських I ступеня

В УПЦ існує традиційна система нагород — форма заохочення духовенства та мирян за працю і заслуги перед Православ'ям — у пастирському служінні, богословській, науковій та адміністративній діяльності, відродженні духовності, відновленні храмів, місіонерській, благодійній, соціальній та просвітницькій праці. Нагороди існують двох видів: ієрархічні та загальноцерковні.
Ієрархічні нагороди слугують для заохочення архієреїв і кліриків, засвідчують гідне проходження церковного служіння. До них належать: підвищення в сані (єпископа до архієпископа, ієрея до протоієрея і под., однак не хіротонія); елементи літургійного облачення, що несуть духовне значення; богослужебні відмінності (служіння Божественної Літургії з відкритими Царськими вратами до Херувимської пісні або до «Отче наш»). Відповідно до своєї градації нагороди вручаються у строгій послідовності. Існують нагороди для єпископату, священства та дияконства. Покладання нагород для священства та дияконства здійснюється керівним єпархіальним архієреєм, або, за його благословенням, вікарним архієреєм. При покладанні ієрархічних нагород архієрей виголошує «аксіос» (достойний). Нагороди кліриків у формі службових відмінностей регулюють ієрархічне місце священнослужителя під час богослужіння при соборному служінні. При наявності однакових нагород перевага належить старшому за хіротонією.
До загальноцерковних нагород УПЦ МП відносяться — ордени (Орден преподобних Антонія і Феодосія Печерських, Орден Святого рівноапостольного князя Володимира, Орден преподобного Нестора Літописця тощо), медалі, ювілейні ордени та медалі. Загальноцерковними нагородами можуть бути нагороджені Предстоятелі Помісних Церков, єпископат, духовенство, миряни, державні діячі, військові, правоохоронці, журналісти, поети, письменники, працівники — культури, мистецтв, медицини, освіти та представники інших сфер діяльності, а також іноземні громадяни.

## Стосунки з іншими церквами та організаціями
Зі здобуттям незалежності Українська православна церква Московського патріархату поступово втрачає позиції єдиної офіційно дозволеної церкви на території Україні, які мала в статусі Українського екзархату Російської православної церкви. Так, ще в 1989 році виходить з-під заборони Українська греко-католицька церква, в 1990 році — Українська автокефальна православна церква, а в 1992 році частина вірних та єпископату УПЦ (МП) на чолі із Митрополитом Київським і всієї України Філаретом (Денисенком) проголосили створення УПЦ Київського патріархату. Таким чином УПЦ (МП) стає однією із чотирьох церков, що вважають себе прямою спадкоємницею Київської митрополії і діють на території України.
У часи президентства Леоніда Кравчука, стосунки церкви з державою стали напружені через активну підтримку владою інших православних церков та греко-католиків, тиск на Українську православну церкву, а також через втручання УПЦ в політичне життя України. За правління Леоніда Кучми Українська православна церква (Московського патріархату) отримала максимальне сприяння з боку влади. За Віктора Ющенка декларувалося рівне ставлення до усіх конфесій, проте оголошеного відділення церкви від держави не сталося. За часів Віктора Януковича Московський патріархат знову користувався максимальним сприянням з боку влади.
Стосунки УПЦ (МП) з ПЦУ та УГКЦ є напруженими й подекуди конфліктними.
Внаслідок політичних подій 2013—2015 рр. стосунки між віруючими УПЦ (МП) та інших церков погіршились, що призвело до переходу парафій до інших церков. За словами члена підкомітету з питань державної політики у сфері свободи совісті та релігійних організацій комітету Верховної Ради України з питань культури і духовності Віктора Єленського, 60—70 парафій УПЦ (МП) перейшли до УПЦ КП.

На початку 2018 року священник УПЦ (МП) Євген Молчанов відмовився відспівувати загиблу однорічну дитину, яка була хрещена у церкві Київського патріархату, оскільки, за його словами, у такому разі дитина вважала нехрещеною. Запорізький митрополит Лука підтримав свого підлеглого:
|  | Згідно канонів нашої церкви ми не можемо здійснювати обряд стосовно прихожан інших конфесій. Священик зробив правильно, бо якби він нарушив канони, мусив би за це нести відповідальність перед Богом. Ні батьки, ні священик у ситуації, що склалася не винні, відповідальність несе ритуальна служба, яка звернулася не до тієї церкви. |

8 січня 2018 року на протест проти цього випадку Активісти громадської організації «С14» влаштували в Києві акцію протесту, заблокувавши в'їзд на територію Києво-Печерської Лаври. До протестувальників вийшов настоятель УПЦ (МП) Павло (Лебідь) і в ході спілкування зробив купу провокативних заяв, які викликали неабияке обурення в громадян. Активісти заявили, що будуть продовжувати акції.
В червні 2019 року десятки чоловіків, які прямували до Почаївської лаври з учасниками Хресної ходи УПЦ МП, всі були одягнені в чорні футболки, написи на яких закликають готуватись до війни були роздані паломникам організаторами — представники Кам'янець-Подільської єпархії УПЦ (МП).
11 січня 2023 року віряни і духовенство УПЦ (МП) звернулися до свого керівництва з проханням озвучити реальний статус церкви і ставлення до війни, але це звернення залишилося проігнорованим.

## Критика
Деяких представників УПЦ МП критикують за яскраво виражену антиукраїнську позицію, якої вони на найвищому рівні продовжують притримуватись, зокрема, протягом всієї російської війни проти України.

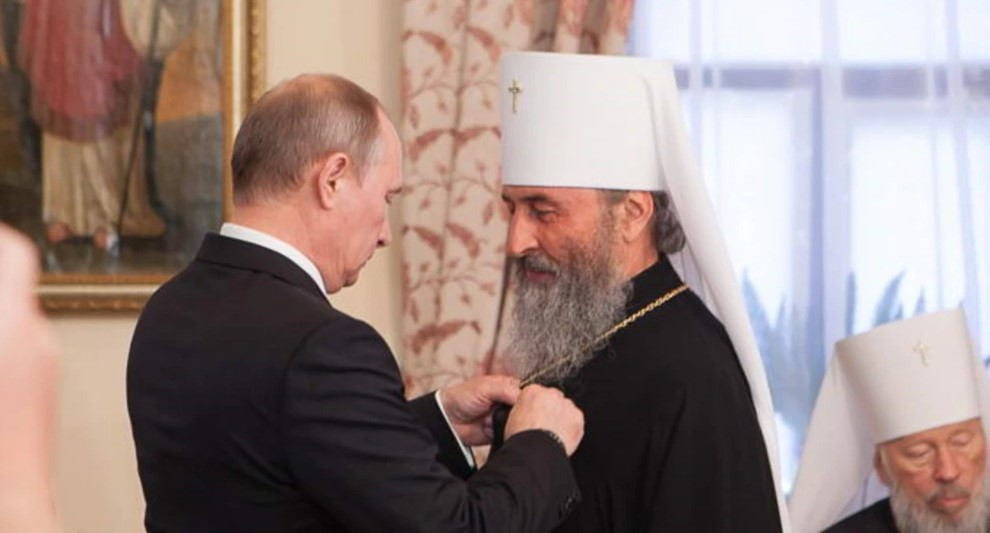
Онуфрій отримує нагороду від Путіна, липень 2013

У період 2005—2013 років УПЦ (МП) брали активну організаційну участь в проведенні в Києві та інших українських містах Російських маршів до дня єднання росії, та приурочених хресних ходів, зокрема з Києво-Печерської лаври активно залучаючи пов'язані «козачі організації».
- У листопаді 2008 року Онуфрій публічно заявив, що Голодомор 1930-х років український народ «заслужив» сам: «Голодомор — это было вразумление, усмирение со стороны Господа нашей гордыни»[320]. 30 листопада 2014 року на молебні перед Михайлівським Собором Патріарх Філарет виклав відому (тотожну) позицію УПЦ КП: «У Біблії написано, що без волі Божої волос не впаде з голови людини. Отже, якщо Бог попустив в Україні Голодомори, чи зараз війну на Сході, то це Він вразумляє нас, щоб ми усвідомили свої гріхи та позбавилися їх».
- Незважаючи на те що РПЦ наклала анафему на гетьмана Івана Мазепу в багатьох соборах і церквах які збудовані коштом гетьмана Івана Мазепи служать клірики УПЦ (МП), наприклад у Чернігівському Святотроїцькому соборі служить єпископ Амвросій (Полікопа)[321].

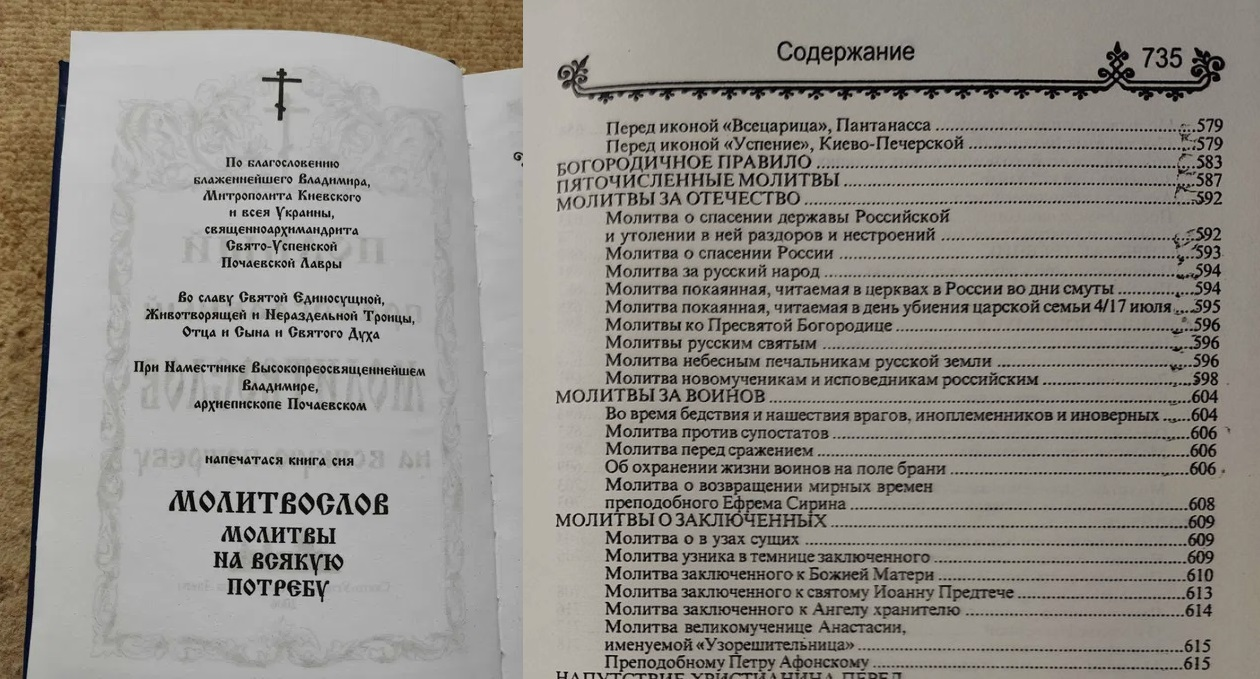
Молитви за спасіння держави Російської. Фрагмент книги «Повний православний молитвослов на всяку потребу», видання Свято-Успенської Почаївської Лаври (УПЦ МП), 2014

- Керівник церкви митрополит Онуфрій називає донецьких терористів «ополченцями»[324].
- Представники церкви активно співпрацюють із колишніми членами Партії регіонів і разом беруть участь в офіційних подіях[325].
- Предстоятель УПЦ (МП) митр. Онуфрій публічно не підтримує вшанування пам'яті бійців АТО, наприклад, відмовився вставати разом з іншими присутніми у ВРУ, щоб згадати загиблих українських бійців хвилиною мовчання. Сам митрополит пояснив це «бажанням підкреслити необхідність якомога скоріше припинити вогонь»[326][327].
- Одну з церков УПЦ (МП) в Полтаві було «прикрашено» гербом Російської імперії, двоголовим орлом, і зображенням Петра I, який нищить синьо-жовтий прапор Швеції[328].
- Учасники хресної ходи УПЦ (МП) в Києві брали участь з імперськими прапорами і георгіївськими стрічками[329].
- 13 серпня 2014 пресслужба УПЦ КП розкритикувала обрання митрополита Чернівецького і Буковинського Онуфрія главою УПЦ (МП) та завила, що цей вибір демонструє залежність більшості єпископів цієї церкви від доктрини «русского мира», яка стала ідеологічним підґрунтям агресії Кремля проти України, та означає відмову від діалогу про створення єдиної Помісної Православної Церкви, оскільки саме Онуфрій свого часу блокував цей діалог[330].
- У вересні 2014 єпископ УПЦ МП Лонгин (Жар) заявив «Як можна підняти зброю і стріляти в Боже творіння?….Я не благословляю вас йти на війну», тим самим зриваючи мобілізацію в ЗСУ. Також він заявив що ніколи не буде "згадувати на Божественній літургії цих проклятих керівників нашої країни[331][332].
- Священники УПЦ (МП) неодноразово підтверджували свій зв'язок із терористами «ЛДНР» конкретними діями, зокрема 2017 року два священники УПЦ (МП) в Кадіївці благословили полк «козаків ЛНР» на війну з Україною[333].
- На початку російсько-української війни храми УПЦ МП на Донбасі служили складами зброї для російських військ[334].
- Обурення у суспільстві викликала відмова представника Московського патріархату відспівувати трагічно загиблого хлопчика у Запоріжжі, якого вбив своїм падінням сусід-самогубець вистрибнувши з вікна. Священник відмовив, дізнавшись від батьків що дитину хрестили у церкві Київського патріархату, сказавши, що ця церква не канонічна, а дитина вважається нехрещеною[335][336].
- Митрополит УПЦ Сімферопольський і Кримський Лазар (Швець) відслужив молебень для російських військ, визнавши Росію «нашою Вітчизною» і «великою морською державою»[153].
- в Криму відзначили «День возз'єднання Криму з Росією». Від імені УПЦ (МП) в урочистостях взяв участь благочинний Севастопольського округу Кримської єпархії протоієрей Сергій Халюта. Таким чином він підтвердив що Крим не є Українським[142].
- Кримська єпархія УПЦ відкрито підтримує сепаратизм, регулярно публікуючи на своєму офіційному сайті матеріали відповідного змісту. 29 січня 2016 року Священний Синод УПЦ ухвалив рішення призначити на півострів єпископом архімандрита Каллініка (Чернишова), який також відкрито підтримує сепаратизм[143].
- У травні 2015 року СБУ провела обшук в Одесі, де відзначав 25-річчя працівник єпархії УПЦ (МП) Дмитро П., журналіст на одеському телеканалі і помічник народного депутата. На вечірку той запросив колег із єпархії МП: семінаристів ОДС і КДАіС і священнослужителів УПЦ (МП). Гості подарували торт із зображенням герба і прапора терористичної організації «ДНР», а також прапора Росії. Чоловік запросив на свято десяток повій, які виявилися переселенками з окупованого РФ Донбасу. Під час обшуку співробітники СБУ вилучили в одного з гостей пістолет і патрони калібру 5,45[337][338][339].
- Священнослужителі Рівненської єпархії УПЦ (МП) влаштували величезний дитячий хоровий фестиваль недільних шкіл. Цим заходом отці разом із дітками «вшанували пам'ять» Царя Миколая ІІ[340]. Це викликало критику в громадськості. Юрій Чорноморець, релігієзнавець: «Люди з УПЦ (МП) зовсім не відчувають у якій країні вони живуть, з якою країною йде 4 рік війна. Колись, 10 років тому, мене спитали, хто Вам Микола Романов. Я відповів, не думаючи: голова ворожої нам держави, який до нас не має ніякого відношення. Тут треба чітко провести межу: якщо єпископи УПЦ, які тут є на фотках бажають святкувати 100-річчя пам'яті Царської родини, то нехай це роблять на великих просторах Росії, а не у нас в Україні, і тим більше — не на Рівненщині, де і так УПЦ „на птичих правах“. Євстратій (Зоря), речник УПЦ КП: „Мы — не МП, мы — не русский мир“… Монастир на Рівненщині (!) з гордістю поширює таку інформацію, ще й російською — хоч і ламаною — мовою. „Онышковцы“, „участь“. А потім офіційні речники МПвУ знову скажуть, що викриття пропаганди їхньою конфесією ідей „русского мира“ — „наклеп“»[341].
- Президент України Петро Порошенко на Параді до Дня Незалежності України заявив: "Ми маємо твердий намір розрубати останній вузол, яким імперія відчайдушно намагається нас прив'язати до себе. Ми сповнені рішучості покласти край протиприродному та неканонічному перебуванню вагомої частини нашої православної спільноти у залежності від російської церкви. Церкви, яка освячує гібридну війну Путіна проти України, яка день і ніч молиться за російську владу і за військо — теж російське[342].
- У грудні 2018 року на допит до управління СБУ у Рівненській області було викликано 14 священників УПЦ МП[332].
- У серпні 2018 року представники УПЦ МП Донецької та Маріупольської єпархії почали активно закликати вірян вступати до лав «ДНР», повідомляв Дмитро Тимчук[343].
- У кінці вересня 2018 року предстоятель УПЦ (МП) Онуфрій був внесений у базу сайту Миротворець як «агент впливу РПЦ» і «противник створення незалежної помісної Церкви в Україні». Також у розділ «Чистилище» потрапили інші клірики УПЦ (МП) архієпископи Новокаховський і Генічевскій Філарет, Львівський і Галицький Філарет, Криворізький і Нікопольський Єфрем, Кам'янець-Подільський і Городоцький Феодор, єпископи Хустської, Виноградівської та Донецької єпархій. На це відреагував глава пресслужби УПЦ Василь Анісімов: «Наша демократична, страшенно європейська країна реанімує у себе найбридкіші та найзлочинніші діяння тоталітаризму»[344].
- у жовтні 2018 року Олександр (Драбинко) заявив, що священники УПЦ (МП) не повинні щоразу поминати очільника РПЦ Кирила, оскільки за правилами належить поминати безпосередньо свого керівного архієрея, а ось цей архієрей повинен поминати Предстоятеля своєї Церкви: «У нас якось склалося так, що у всіх служебниках під час Божественної Літургії було прописано в обов'язковому порядку, навіть кожному пересічному сільському священнику, поминати Патріарха Московського. Але це не зовсім правильна практика, бо ніде в помісних Церквах такого немає. Завжди священник певної єпархії поминає свого єпархіального архієрея. Єпархіальний архієрей повинен поминати митрополита Київського, а вже митрополит Київський повинен поминати того, хто є першим: або Патріарха Московського, або іншого Патріарха, у веденні якого знаходиться його Церква». Він додав, що цю практику використали священники УПЦ (МП), коли почалася війна в Донбасі[345].
- Патріарх Філарет: «Якби в Україні була одна церква, війни б не було, тому що Путін не мав би підтримки в Україні. Зараз вона у нього є — це Московський патріархат. Не просто словами, а діями допомагають, духовенство і віруючі Московського патріархату, сепаратистам і агресорам»[346].
- У Кривому Розі декілька десятків активістів пікетували резиденцію митрополита Криворізького і Нікопольського УПЦ (МП) Єфрема (Кицая). У них були плакати: «Ми за Томос. Єфрем — ти з нами?», «Нам потрібна наша Церква, а не Путінська», «Кривому Рогу Українська церква», «Іди від Москви, повернися в Україну, Єфреме». Поліцейські які прибули на місце не стали нікого затримувати. На воротах резиденції митрополита активісти почепили плакати із закликами переходити до нової Церкви[347][348][349].
- В 27 лютого 2019 року обшуки у приміщеннях групи охоронних компаній «Служба безпеки Стелс», співзасновником яких є Вячеслав Павлів (диякон храму на честь Іосафа Бєлгородського УПЦ (МП)) виявили літературу антиукраїнського змісту (книга Проєкт Росія), яка закликає до міжрелігійної ворожнечі, вогнепальну зброю і набої до неї. Також встановлено зв'язок вказаного священнослужителя УПЦ (МП) з російськими парамілітарними структурами[350].
- Журналіст Родіон Шовкошитний вважає, що більша частина відповідальності за початок війни між Україною й Росією лежить на УПЦ МП і саме вона була головним інструментом у підготовці російської агресії ще задовго до подій 2014 року[351].
- У травні 2019 року Патріарх КПЦ Варфоломій І сказав «Шокуючі політичні події, через які були сформовані нові, зовсім інші геополітичні умови, зробили присутність Московського патріархату небажаною, і такою, що завдає шкоди інтересам української нації і єдності українського народу. З цієї причини цілком зрозуміло, чому велика частина українського народу бажає церковного звільнення від церкви, яка допомагає або навіть служить інтересам держави, яка перебуває в конфлікті з Україною»[352].
- Улітку 2019 року було оприлюднено лист до СБУ, ГПУ та РНБО від двох релігієзнавців у якому УПЦ МП інкримінують «численні факти розпалювання міжконфесійної ворожнечі, використання мови ненависті, закликів до повалення конституційного ладу в Україні, підтримки незаконних збройних формувань „ДНР“ та „ЛНР“, колабораціонізму з маріонетковим керівництвом ОРДЛО та окупаційною владою в Криму, які здійснюють представники цієї церкви»[332].
- У 2020 році єпископ Митрофан (Нікітін) заявив, що УПЦ МП: «не учасники якого-небудь політичного процесу і категорично уникаємо, щоб у церковній проповіді давали оцінки політичним діям чи політичним гаслам тієї чи іншої сторони (Л/ДНР і України). Ставлячись до людей як до своєї пастви по обидві сторони конфлікту, ми зберегли здатність бути для них у першу чергу Церквою, а не якоюсь політичною організацією». Він впевнений, що УПЦ МП не ділить на своїх і чужих. «…Церква має здатність пастирського окормлення і не ділить людей на „своїх“ і „чужих“, ставиться до них не як до ворогів, а як до своєї єдиної пастви, через Її голос можна доносити якісь думки і пропонувати справжні щирі кроки».[144] Також він каже, що у Л/ДНР війни не хочуть: «люди з тієї сторони війни не хочуть».[353]
- Священники УПЦ МП Устименко Олександр і Григорій неодноразово помічені в акціях сепаратистів ЛНР і співпраці з ними.[354] Олександр Устименко нагороджений главою ЛНР Ігорем Плотницьким медаллю.[355][356]
- 4 липня 2020 року офіційний сайт Олександрівського благочиння УПЦ МП що знаходиться на окупованій території України (територія так званої ЛНР) назвав військовослужбовців української армії «нацистами», а терористів ЛНР «героїчними захисниками». Крім того, на сайті відсутні абревіатури УПЦ. По одному із посилань сайту доступні новини РПЦ.[357]
- Монах УПЦ (МП) Венедикт Хромей виступає за створення Русинської народної республіки, а також підтримує російську пропаганду про те, що Грузія напала на Цхінвалі.[358]
- Учасниця форуму «Люди миру», який організований УПЦ (МП) у вересні 2020 року, попросила військових ЗСУ викопати окопи в себе в дома[359] ніж у Пісках і звинуватила їх у мародерстві. За її словами українські військові «виносили все».[360]
- Одна із вірян УПЦ МП що була на форумі в Лаврі 22 лютого 2021 року, в соцмережах поширювала дописи із похвалою російській армії та російському імператору Миколаю ІІ.[361]
- У квітні 2020-го на Великдень, попри карантин, викликаний епідемією коронавірусу, працівники УМЦ МП проводили служіння у своїх церквах[362]. З огляду на це, поліція порушила п'ять кримінальних справ проти організації[363].

### Кримські Єпархії УПЦ (МП)
Ці заяви суперечать позиції РПЦ: в березні 2014 року глава синодального відділу із взаємин Церкви і суспільства протоієрей Всеволод Чаплін закликав українців не протестувати з приводу втрати півострова і висловив надію, що місія російських воїнів із захисту свободи і самобутності цих людей і самого їхнього життя не зустріне запеклого опору. Сам патріарх Кирило не зміг бути присутнім у Георгіївському залі Кремлівського палацу, де 18 березня президент Російської Федерації Володимир Путін зачитував своє звернення про приєднання Криму, висловивши спільно зі Священним синодом РПЦ 19 березня 2014 року наведену позицію: для світу серед віруючих Церква знаходиться поза політичними взаєминами.
У кінці серпня 2020 року священники «УПЦ МП» благословили на бойові завдання російських моряків ВМФ РФ. Це відбулось повторно і у лютому 2021 року. У лютому 2021 року єпископ УПЦ (МП) Калінік (Чернишов), якого висвятив Онуфрій у Ніжині, благословив хоругву на бойовий крейсер ВМФ РФ «Грайворон».
18 березня 2021 року представники і священники Кримської єпархії взяли участь у в «урочистостях з нагоди Дня возз'єднання Криму з Росією». У Криму священники УПЦ МП благословляють військових ЗС РФ на «захист батьківщини», а також «на ратне служіння». Служителі Кримської єпархії благословляли зброю окупаційних військ РФ, щоб вони «виганяли полки чужинців, які посягають на РФ».

### Заборона діяльності
МВС України заборонило залучати священників УПЦ (МП) до капеланської служби в Національній гвардії. Представники Нацгвардії зазначають: «У нас це заборонено. Вони хочуть, але у нас так не можна. Це була не тільки наша думка, а й думка Міністерства культури, Міністерства юстиції». Це узгоджується з наказом, в якому говориться — «не допускаються священники, духовні центри яких знаходяться на території країни-агресора».
За соціологічними опитуваннями в травні 2024 року 82 % українців не довіряють УПЦ Московського патріархату, 63 % — прагнуть її заборони.

#### 2022
Після повномасштабного вторгнення РФ до України місцеві ради почали ухвалювати рішення про призупинення діяльності чи про заборону діяльності УПЦ МП на території своїх громад. Такі рішення не мають юридичної сили, оскільки органи місцевого самоврядування не мають відповідних повноважень — заборона можлива тільки рішенням суду. Також велика кількість громад цієї організації діє без державної реєстрації, тобто фактично це самозахоплені історичні церкви.
- 28 лютого Городоцька міська рада на Львівщині заборонила діяльність УПЦ МП на території Городоцької громади, оскільки діяльність УПЦ МП несе загрозу національній безпеці України[377].
- 10 березня Дрогобицька міська рада на Львівщині заборонила діяльність УПЦ МП на території Дрогобицької громади[378].
- 4 травня Конотопська міська рада на Сумщині заборонила діяльність УПЦ МП на території Конотопської громади[379].
- 6 травні Броварська міська рада на Київщині заборонила на час воєнного стану діяльність УПЦ МП на території Броварської громади[380].
- 10 травня Олевська міська рада на Житомирщині заборонила діяльність УПЦ МП на території Олевської громади[381].
- 12 травня Кагарлицька міська рада на Київщині призупинила діяльність УПЦ МП на період дії воєнного стану на території Кагарлицької громади[382].
- 13 травня Східницька селищна рада на Львівщині заборонила діяльність УПЦ МП на території Східницької громади[383].
- 19 травня Бориславська міська громада на Львівщині, Переяславська міська громада та Пристолична сільська громада на Київщині заборонила діяльності УПЦ МП на своїй території[384][385].
- 23 травня Богородчанська селищна громада на Івано-Франківщині заборонила діяльність УПЦ МП на території Богородчанської громади[386].
- 24 травня Новоархангельська селищна рада на Кропивниччині заборонила діяльність УПЦ МП на території Новоархангельської громади[387].
- 26 травня Стрийська міська рада на Львівщині заборонила діяльності УПЦ МП на території Стрийської громади[388].
- 27 травня Рава-Руська міська рада на Львівщині заборонила діяльність УПЦ МП на території Рава-Руської міської громади[389].
- 29 травня Петрівська сільська рада на Київщині заборонила діяльність УПЦ МП на території Петрівської сільської громади[390]
- 13 червня Бориспільська міська рада на Київщині заборонила діяльність УПЦ МП на території Бориспільської громади[391].
- 23 червня Черкаська міська рада заборонила діяльність УПЦ МП на території Черкаської громади[392].
- 24 червня Вороньківська сільська рада на Київщині заборонила діяльність УПЦ МП на території Вороньківської громади[393].
- 29 червня Львівська районна рада заборонила діяльність УПЦ МП на території Львівського району[394].
- 30 червня Махнівська сільська рада на Вінниччині заборонила діяльність УПЦ МП на території Махнівської сільської громади[395].
- 1 липня Львівська міська рада заборонила діяльність УПЦ МП на території Львівської громади[15].
- 8 липня Золочівська районна рада на Львівщині заборонила діяльність УПЦ МП на території Золочівського району[396].
- 11 листопада Звенигородська міська рада на Черкащині заборонила діяльність УПЦ МП на території Звенигородської міської громади[397].
- 21 листопада Городищенська міська рада на Черкащині заборонила діяльність УПЦ МП на території Городищенської міської громади[398].
- 29 листопада Львівська обласна рада ухвалила рішення про необхідність заборони діяльності УПЦ МП на території Львівської області[399].

Низка обласних, міських, селищних та сільських рад звернулися до Верховної Ради, прем'єр-міністра та Президента України законодавчо заборонити діяльність УПЦ МП на території України.

#### 2023
- 4 квітня, після нападу священика на військового у Хмельницькому, Хмельницька міська рада забрала в УПЦ (МП) право на користування 13 земельними ділянками.[415] Також Кам'янець-Подільська міська рада підтримала заборону церков афілійованих з РПЦ і проголосували за припинення права користування земельними ділянками у місті для них.[416] Трохи пізніше стало відомо, що Хмельницька обласна рада заборонила діяльність УПЦ МП на території області (включає 3 єпархії Хмельницьку, Кам'янець-Подільську та Шепетівську).[374][417][418]. 4 квітня Сумська обласна рада затвердила постанову, щодо звернення до керівництва держави та громад про розірвання договорів оренди або користування храмами і землею УПЦ (МП) (включає 3 єпархії Сумську, Роменську та Конотопську).[419]
- 7 квітня Березанська міська рада ухвалила рішення про проведення інвентаризації земельних ділянок, що перебувають у користуванні УПЦ МП на території громади та подальшого припинення права користування.[420]
- 10 квітня Рівненська обласна рада заборонила діяльність УПЦ МП на території Рівненської області (включає Рівненську та Сарненську єпархії). Також було скасувала рішення виконавчого комітету Ровенської обласної ради народних депутатів від вересня 1991 року № 173 «Про реєстрацію статутів релігійних громад та передачу культових споруд для УПЦ (МП)». Рівненська обласна рада звернулася до Верховної Ради України з вимогою негайно прийняти закон про заборону УПЦ в Україні[421]. 10 квітня Рівненська міська рада, на позачерговій сесії, ухвалила рішення про припинення права користування земельними ділянками на території громади, які використовує УПЦ (МП)[422].
- 11 квітня Волинська обласна рада на позачерговій сесії заборонила діяльність УПЦ Московського патріархату в області (включає 2 єпархії Волинську та Володимир-Волинську). Також рада рекомендувала Волинській ОВА розірвати договір оренди на комплекс споруд з релігійною організацією «Святогорський Успенський Зимненський Ставропігіальний жіночий монастир Волинської області» (РПЦ) й відповідні договори з іншими релігійними громадами УПЦ МП, що користуються храмами, які є пам'ятками архітектури.[423][424] Також, Луцька районна рада заборонила діяльність УПЦ «МП» на території району.[425]
- 17 квітня Тернопільська міська рада на позачерговій сесії заборонила Тернопільській єпархії УПЦ (МП) користуватися земельними ділянками.[426]
- 19 квітня Ніжинська міська рада прийняла повторне звернення до органів центральної влади України з вимогою заборонити діяльність УПЦ МП на території України.[427] Також Нововолинська міська рада скасувала договори оренди землі під церквами УПЦ (МП).[428] і Самбірська міська рада ухвалила рішення заборонити діяльність УПЦ московського патріархату на території громади.[429]
- 20 квітня Київська міська рада звернулась до Кабінету Міністрів України та Ради національної безпеки і оборони України з проханням вжити невідкладних заходів щодо припинення з УПЦ МП договорів оренди або користування культовими спорудами, які перебувають у державній власності (пам'яток національного значення).[430]
- 26 квітня Сумська міська рада прийняли постанову про позбавлення УПЦ (МП) права користування земельними ділянками на території громади.[431][432] Також Луцька міська рада ухвалила рішення щодо проведення інвентаризації земельних ділянок та споруд на території Луцької громади, які перебувають в користуванні УПЦ МП, та звернення до президента і Верховної Ради щодо заборони російської церкви в Україні.[433]
- 27 квітня Чернівецька міська рада ухвалила рішення щодо позбавлення УПЦ (МП) права на користування земельними ділянками у громаді.[434] Також Житомирська обласна рада заборонила діяльність УПЦ (МП) на території області (включає Житомирську та Овруцьку єпархії).[435] Броварська міська рада ухвалила рішення щодо припинення договорів постійного користування земельними ділянками для церков УПЦ МП.[436] Білоцерківська міська рада ухвалила рішення позбавити УПЦ МП права користування земельними ділянками.[437][438] Ірпінська міська рада звернулась до президента з проханням заборонити діяльність УПЦ МП.[439]
- 28 квітня Вінницька обласна рада припинила договори оренди нерухомого майна, земельних ділянок та заборонила будь-яке користування майном, що є спільною власністю територіальних громад області (включає Вінницьку, Тульчинську та Могилів-Подільську єпархії), з релігійними організаціями УПЦ (МП).[440] Також Тернопільська міська рада прийняла звернення до Верховної Ради щодо заборони діяльності УПЦ МП.[441] Острозька міська рада ухвалила звернення до Верховної Ради України щодо заборони УПЦ МП.[442]
- 4 травня Кропивницька міська рада прийняла звернення до Верховної Ради України й Кабміну щодо заборони УПЦ Московського патріархату.[443]
- 11 травня Херсонська обласна рада прийняла звернення до вірян УПЦ (МП) розірвати будь-які зв'язки з російською православною церквою.[444]
- 1 червня Закарпатська обласна рада (включає Мукачівську та Хустську єпархії) підтримала рішення про заборону діяльності Української православної церкви Московського патріархату.[445]
- 9 червня Київська обласна рада (включає Київську, Білоцерківську та Бориспільську єпархії) проголосувала за заборону діяльності УПЦ Московського патріархату у Київській області. Депутати Київської обласної ради VIІI скликання також проголосували за Звернення до Верховної Ради України щодо законодавчого врегулювання заборони діяльності на території України релігійних організацій Української православної церкви, яка має церковно-канонічний зв'язок із російською православною церквою, є її структурним підрозділом і перебуває у відносинах підпорядкування[446].
- 12 липня, на позачерговій сесії Запорізької міської ради було прийняте рішення про припинення взаємовідносин Запорізької міської територіальної громади з релігійними організаціями Української православної церкви московського патріархату.[447]
- 10 серпня Ніжинська міська рада прийняли рішення про заборону діяльності УПЦ МП на території Ніжинської міської територіальної громади[448]

#### 2024
- 20 серпня Верховна Рада України ухвалила закон № 8371 про заборону релігійних організацій, пов'язаних з РПЦ. Діяльність Української православної церкви (Московського патріархату) може бути припинена, якщо ця релігійна організація відмовиться (або не зможе) виконати приписи, передбачені цим законом[449][450].
- 24 серпня Президент України Володимир Зеленський підписав закон про заборону РПЦ та пов'язаних з нею організацій в Україні, і 23 вересня[451] він набрав чинності, тому, в українських релігійних організацій, які підозрюються у співпраці з РПЦ, є 3 місяці на розрив цих зв'язків[452][453][454].
- 29 листопада, за повідомленням голови Львівської обласної військової адміністрації Максима Козицького, Львівська область стала першою в Україні, де більше не залишилось жодної зареєстрованої релігійної громади Української православної церкви Московського патріархату[455].

### Звинувачення у педофілії
23 листопада 2022 року Архимандрита Никита (в миру — Андрій Сторожук) потрапив у скандал. В ході обшуків на території Чернівецько-Буковинської єпархії, в я кій він був секретарем, СБУ виявили його у спідній білизні з 17-річним хлопцем-хористом. 30 листопада СБУ внесла відомості до Єдиного реєстру досудових розслідувань про кримінальне провадження щодо невстановлених осіб Чернівецько-Буковинської єпархії, в діях яких наявні ознаки злочину, передбаченого ч.1 ст. 301-1 Кримінального кодексу (одержання доступу до дитячої порнографії, її придбання, зберігання, ввезення, перевезення чи інше переміщення, виготовлення, збут і розповсюдження).
6 квітня 2023 року у Дніпрі затримали священника одного з храмів УПЦ МП, який розбещував рідних доньок (13 і 15 років). Слідство встановило, що священнослужитель після смерті дружини тривалий час вчиняв розпусні дії над неповнолітніми доньками, залишаючись із ними вдома наодинці.
11 липня 2023 року в Одеській області затримали священника Української православної церкви (Московського патріархату), якому інкримінують розбещення неповнолітньої дочки.
У вересні 2024 року арештували вчителя фізкультури після обвинувачень у зґвалтуванні дітей віком 11, 12 та 13 років. Викладач намагався сховатися від правоохоронців у Почаївський Лаврі на Тернопільщині, що на сьогодні все ще перебуває у підпорядкуванні УПЦ МП Україні.

## Статистика

### Кількість вірян
Найбільшою кількість вірян цієї релігійної громади була в середині 2000-х років, але вже у 2010-х кількість вірян зменшилася. Так у 2010 році за даними Державного комітету України у справах національностей та релігій у них було вже 9,5 мільйона вірян в Україні, 23,6 % серед усіх православних українців.
У 2013 року, згідно з опитуванням «Центр Разумкова», 19,6 % усіх опитаних українців зараховували себе до парафіян УПЦ Московського патріархату (27,7 % серед православних українців), у 2014 році — 17,4 % (24,8 % серед православних українців), в 2016 році — 15 % (23 % серед православних українців).
У 2018 році за даними «Центр Разумкова», кількість їх вірян в Україні впала до 5 мільйонів (19,1 % з усіх православних в Україні, або 12,8 % з усіх українців). Станом на травень 2019 року до УПЦ (МП) зараховують себе ~4,19 млн, 16 % опитаних православних українців.
2019 року, згідно з опитуванням «Центр Разумкова», 10,6 % опитаних українців відносили себе до парафіян УПЦ Московського патріархату, або ж 16,3 % серед усіх православних українців.
У січні 2020 року, за даними опитування «Центр Разумкова», тих православних українців, хто зараховував себе до вірян УПЦ МП, була 21,9 %, або 13,6 % серед усіх українців). За опитуванням КМІС до вірян УПЦ МП себе зараховували 15 % православних українців.
У червні 2021 року, за опитуванням КМІС, 18 % православних українців зараховували себе до парафіян УПЦ МП.
У липні 2022 року, за даними опитування КМІС, серед усіх українців, частка тих, хто зараховував себе до вірян УПЦ МП, була у межах 4 %, а серед тих українців, що сповідують православ'я — 6 %.
За даними центру Разумкова, станом на липень 2022 рік, до Московського патріархату себе зараховували 3–6 %, залежно від регіону, усіх православних України, або 4 % усіх віруючих українців. Згідно з опитуваннями, в січні 2023 року 69 % українців вважали себе православними, 41 % із них відносилися до ПЦУ, 4 % — до УПЦ (МП), 24 % не відносились до жодного патріархату.

### Зміни кількості служителів, парафій та інших інституцій

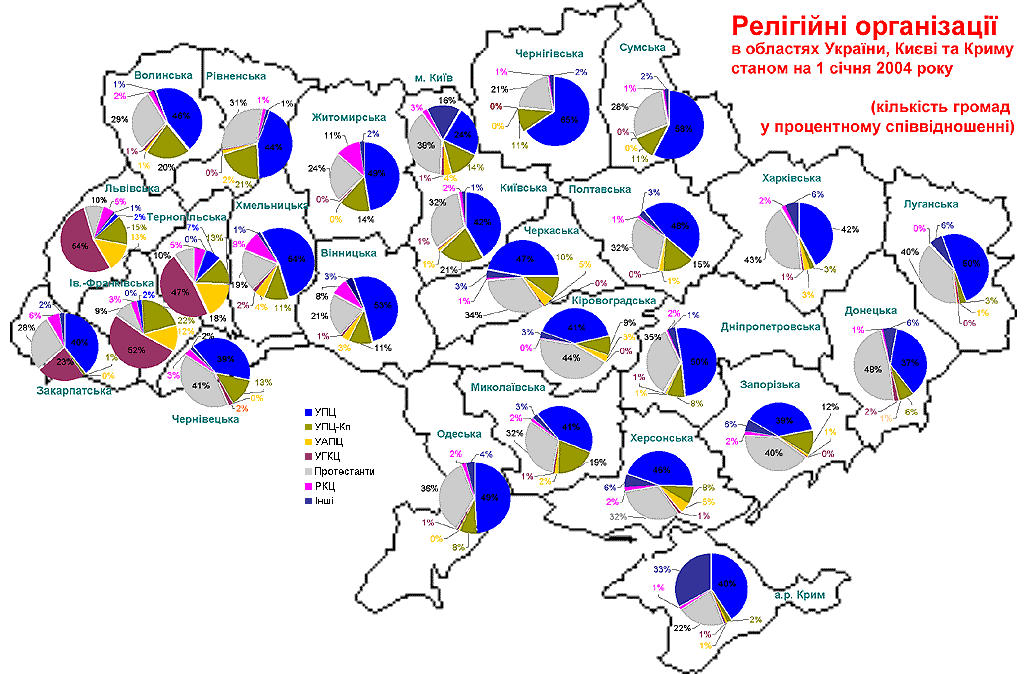
Кількість релігійних громад в Україні станом на 1 січня 2004 року

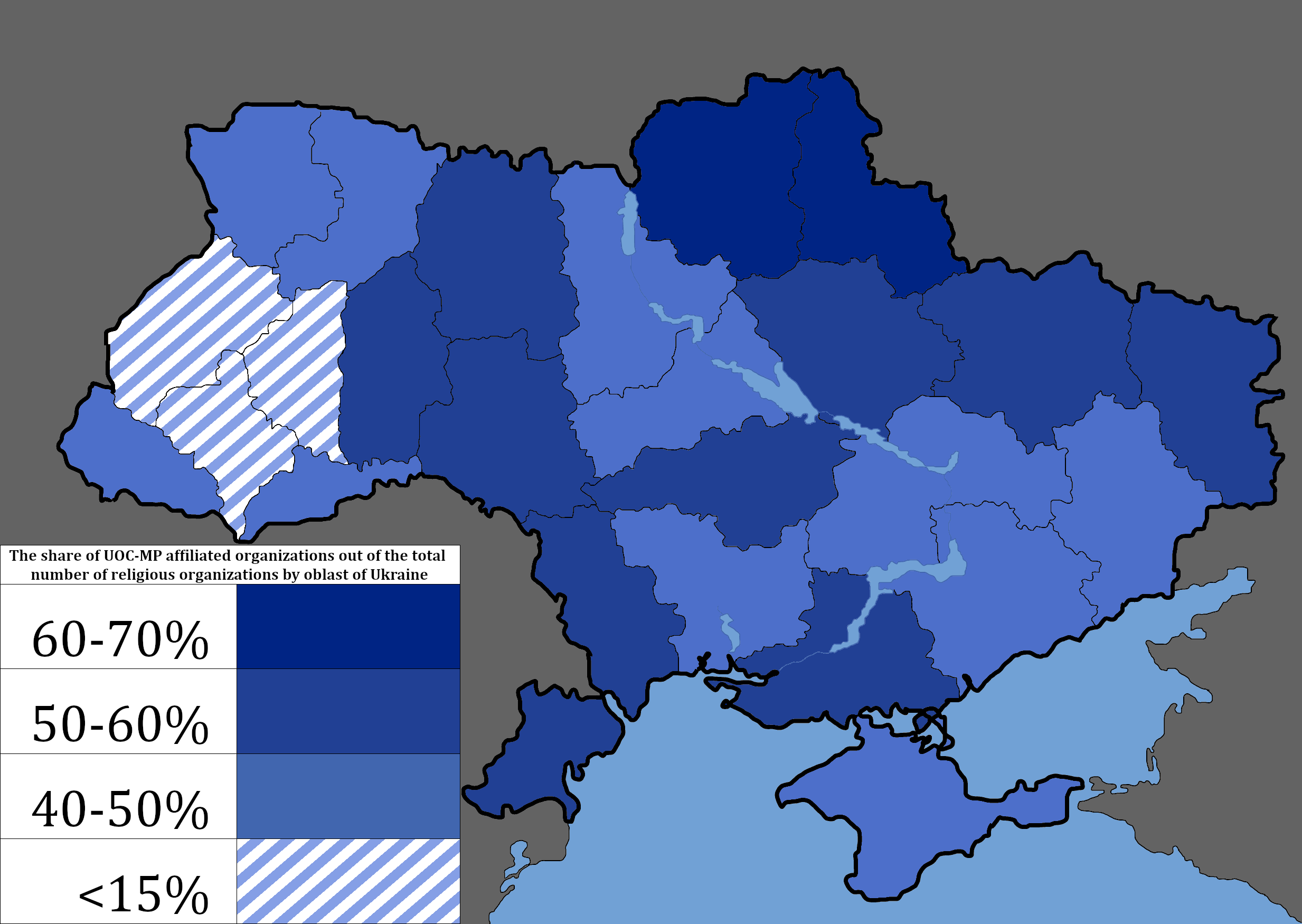
Частка громад УПЦ (МП) на 2006 рік

Частка громад УПЦ (МП) на 1 січня 2010

Згідно з аналітичними матеріалами Центру Разумкова за 2011 рік, УПЦ зберігає регіональний характер мережі своїх інституцій. Організації УПЦ зосереджені переважно в Центральному і Східному регіонах країни. Тут знаходяться 64,6 % її громад (46 % — у Центральному регіоні). В цих регіонах громади УПЦ кількісно переважають лише в чотирьох з 13 областей: в Луганській — 50,4 %, Сумській — 52,6 %, Хмельницькій — 52,4 % і Чернігівській — 59,6 %. У Києві частка громад УПЦ становить 26,2 %. В порівнянні з 2000 р., відбулося зростання частки вірних УПЦ серед дорослого населення України з 9,2 % до 23,6 % (тобто у 2,6 раза). Це сталося переважно за рахунок зниження частки тих, хто вважає себе православним, але не відносить себе до жодної Церкви.
За даними Державного комітету України у справах національностей та релігій станом на січень 2008 року, релігійна мережа показувала найшвидше зростання серед усіх конфесій України (200—300 парафій та інших структур на рік).
За даними соцопитувань Центру Разумкова за 2010 рік, оприлюднених у 2011 році, була найбільша в Україні за чисельністю вірян. Згідно з даними соцопитування, проведеного Фондом «Демократичні ініціативи» та фірмою «Юкрейніан соціолоджі сервіс» 22 листопада — 6 грудня 2011 року, є другою за кількістю вірян релігійною конфесією в Україні після УПЦ (МП).
За даними Фонду «Демократичні ініціативи» на початок 2015, є другим релігійним об'єднанням України за числом прихильників (20,9 % вірян).
Згідно з опублікованими 6 грудня 2019 року даними, Українська Православна Церква Московського Патріархату об'єднує 53 єпархії, 12 338 парафій і 254 монастирі (за рік відкрито 246 нових парафій). В УПЦ МП 99 архієреїв (53 єпархіальних, 39 вікарних, 7 на спокої), 12 411 священнослужителів, 4 609 ченців. Кількість духовних навчальних закладів — 17. На денній формі навчання у вищих навчальних закладах навчаються 1 372 студенти.

#### За регіонами
Розподіл за статистикою на початок 2021 року
| Адміністративно-територіальна одиниця | 2021      | 2021  | 2024      | 2024  |
| Адміністративно-територіальна одиниця | Кількість | %     | Кількість | %     |
| ------------------------------------- | --------- | ----- | --------- | ----- |
| Вінницька область                     | 1017      | 45,32 | 858       | 38,91 |
| Волинська область                     | 590       | 35,06 | 504       | 30,71 |
| Дніпропетровська область              | 652       | 42,34 | 639       | 42,71 |
| Донецька область                      | 782       | 41,68 | 772       | 42,79 |
| Житомирська область                   | 653       | 40,26 | 605       | 37,62 |
| Закарпатська область                  | 670       | 33,32 | 620       | 35,25 |
| Запорізька область                    | 384       | 33,63 | 138       | 30    |
| Івано-Франківська область             | 33        | 2,29  | 13        | 0,95  |
| Київська область                      | 748       | 39,08 | 502       | 26,15 |
| Кіровоградська область                | 295       | 39,60 | 288       | 38,76 |
| Луганська область                     | 436       | 50,17 | 426       | 50,71 |
| Львівська область                     | 70        | 2,13  | 31        | 0,98  |
| Миколаївська область                  | 293       | 36,31 | 289       | 38,79 |
| Одеська область                       | 606       | 43,66 | 586       | 44,23 |
| Полтавська область                    | 499       | 41,79 | 474       | 39,90 |
| Рівненська область                    | 612       | 37,41 | 541       | 33,71 |
| Сумська область                       | 343       | 62,94 | 393       | 56,87 |
| Тернопільська область                 | 96        | 5,21  | 77        | 4,32  |
| Харківська область                    | 383       | 36,72 | 360       | 43,69 |
| Херсонська область                    | 379       | 38,28 | 110       | 30,56 |
| Хмельницька область                   | 947       | 45,75 | 647       | 33,66 |
| Черкаська область                     | 569       | 39,30 | 487       | 33,73 |
| Чернівецька область                   | 443       | 32,08 | 411       | 30,60 |
| Чернігівська область                  | 587       | 57,78 | 548       | 57,50 |
| місто Київ                            | 319       | 24,28 | 267       | 26,83 |
| місто Севастополь*                    |           |       |           |       |
| АР Крим*                              |           |       |           |       |
| Разом                                 | 12406     | 33,49 | 10586     | 30,98 |
| * — станом на 01.01.2013              |           |       |           |       |

## Зауваження
1. 1 2  Як широко вживані в ЗМІ екзоніми; неофіційні назви. У статті вживаються назви Українська православна церква (Московський патріархат) та абревіатури УПЦ (МП), УПЦ МП; Російська православна церква в Україні та абревіатура РПЦвУ.
2. ↑  Румунські парафії
3. ↑  Розділ І, пункт 5 статуту УПЦ МП
4. ↑  Глава Х, пункт 10 статуту РПЦ.
5. ↑  денна форма навчання

## Додаткова література
- Савва, Ігор (2021). Вихід. Київ: Білка. с. 256. ISBN 978-617-7792-27-6. {{cite book}}: Недійсний |nopp=n (довідка)
- Муравський О. Яка роль Російської Православної Церкви (РПЦ) та Української Православної Церкви Московського Патріархату (УПЦ МП) у «розмиванні» української державності? // Перелом: Війна Росії проти України у часових пластах і просторах минувшини. Діалоги з істориками. У 2-х кн. — Кн. 1 / Відп. ред. В. Смолій. — К.: НАН України. Ін-т історії України, 2022. — С. 39—40.
- Киридон А. Чому РПЦ в Україні перетворилася на інструмент денаціоналізації й елемент гібридної війни проти української незалежності? // Перелом: Війна Росії проти України у часових пластах і просторах минувшини. Діалоги з істориками. У 2-х кн. — Кн. 1… — С. 41—45.
- Даниленко В., Даниленко О. Яку роль Москва відводить РПЦ у прагненні упокорити Україну? // Перелом: Війна Росії проти України у часових пластах і просторах минувшини. Діалоги з істориками. У 2-х кн. — Кн. 1… — С. 46—50.
- Роман Черняк. Историко-правовой анализ становления и развития Украинской Православной Церкви // ბიზნეს-ინჟინერინგი (Business Engineering Journal). № 3-4, 2023. С. 296—301.